# 대한민국의 리 목록 (사)
다음은 대한민국의 리 목록이다. 이 목록은 법정리 기준으로만 작성되었다.

## 사
| 리명       | 소재지 |
| ---------- | --- |
| 사리       | 경기도 평택시 서탄면 충청남도 예산군 고덕면 전라남도 신안군 흑산면 경상북도 영양군 청기면 경상북도 영천시 임고면 경상북도 청도군 각남면 경상남도 산청군 시천면 경상남도 창녕군 계성면 경상남도 합천군 묘산면 |
| 사강리     | 경기도 화성시 송산면 |
| 사거리     | 전라남도 장성군 북이면 전라남도 함평군 학교면 |
| 사계리     | 전북특별자치도 장수군 산서면 경상북도 울진군 북면 제주특별자치도 서귀포시 안덕면 |
| 사곡리     | 경기도 여주시 점동면 경기도 화성시 장안면 강원특별자치도 삼척시 원덕읍 강원특별자치도 철원군 근남면 충청북도 음성군 감곡면 충청북도 제천시 금성면 충청북도 증평군 증평읍 충청북도 진천군 이월면 충청북도 청주시 흥덕구 강내면 충청남도 서천군 서천읍 전북특별자치도 임실군 덕치면 전라남도 광양시 광양읍 전라남도 보성군 겸백면 전라남도 여수시 소라면 경상북도 성주군 용암면 경상북도 예천군 효자면 경상북도 예천군 유천면 경상남도 거제시 사등면 경상남도 고성군 하이면 경상남도 진주시 사봉면 경상남도 진주시 수곡면 |
| 사곶리     | 경기도 화성시 서신면 |
| 사관리     | 충청남도 당진시 정미면 |
| 사교리     | 강원특별자치도 양양군 강현면 |
| 사근리     | 경상북도 문경시 영순면 |
| 사기리     | 인천광역시 강화군 화도면 충청북도 충주시 동량면 충청남도 서산시 고북면 경상북도 경산시 하양읍 |
| 사기막리   | 강원특별자치도 강릉시 사천면 충청북도 괴산군 청천면 |
| 사기소리   | 충청남도 당진시 면천면 |
| 사내리     | 충청북도 보은군 속리산면 전북특별자치도 고창군 성송면 경상남도 함안군 가야읍 |
| 사능리     | 경기도 남양주시 진건읍 |
| 사다리     | 경상남도 사천시 축동면 |
| 사담리     | 충청북도 괴산군 사리면 충청북도 괴산군 청천면 충청남도 천안시 동남구 북면 |
| 사당리     | 충청북도 진천군 이월면 전라남도 강진군 대구면 |
| 사덕리     | 전라남도 고흥군 도화면 |
| 사도리     | 전라남도 구례군 마산면 경상남도 함안군 군북면 |
| 사동리     | 경기도 이천시 대월면 충청북도 단양군 대강면 충청북도 청주시 서원구 남이면 충청남도 예산군 덕산면 전라남도 완도군 금일읍 경상북도 울릉군 울릉읍 경상북도 울진군 기성면 경상남도 창원시 마산합포구 진동면 |
| 사둔리     | 강원특별자치도 삼척시 미로면 |
| 사등리     | 경상북도 김천시 부항면 경상남도 거제시 사등면 |
| 사라리     | 경상북도 경주시 서면 |
| 사락리     | 충청북도 충주시 주덕읍 |
| 사랑리     | 경기도 화성시 장안면 |
| 사령리     | 전라남도 진도군 임회면 |
| 사룡리     | 경기도 가평군 설악면 |
| 사리리     | 대구광역시 군위군 소보면 경상북도 영천시 대창면 |
| 사림리     | 전라남도 구례군 용방면 경상북도 경산시 남산면 |
| 사마리     | 전라남도 무안군 청계면 |
| 사목리     | 경기도 파주시 문산읍 |
| 사문리     | 충청북도 충주시 수안보면 |
| 사미리     | 충청북도 충주시 앙성면 경상북도 의성군 춘산면 |
| 사반리     | 전북특별자치도 고창군 해리면 |
| 사방리     | 경상북도 경주시 안강읍 |
| 사병리     | 경상남도 거창군 가조면 |
| 사봉리     | 전북특별자치도 완주군 동상면 |
| 사부리     | 충청북도 영동군 추풍령면 경상북도 고령군 성산면 경상북도 예천군 용문면 경상북도 의성군 봉양면 |
| 사북리     | 강원특별자치도 정선군 사북읍 |
| 사비리     | 강원특별자치도 고성군 수동면 |
| 사산리     | 충청남도 부여군 세도면 전북특별자치도 무주군 적상면 전북특별자치도 부안군 주산면 경상북도 상주시 화서면 경상남도 김해시 진영읍 |
| 사상리     | 전북특별자치도 장수군 산서면 |
| 사석리     | 충청북도 진천군 진천읍 충청남도 예산군 봉산면 전북특별자치도 남원시 대강면 |
| 사성리     | 충청남도 당진시 대호지면 |
| 사송리     | 충청북도 진천군 백곡면 경상남도 양산시 동면 |
| 사수리     | 전라남도 화순군 남면 |
| 사시리     | 경기도 연천군 백학면 |
| 사신리     | 경상북도 안동시 녹전면 |
| 사안리     | 전라남도 장흥군 장흥읍 |
| 사암리     | 경기도 용인시 처인구 원삼면 강원특별자치도 춘천시 동내면 충청북도 충주시 금가면 전북특별자치도 장수군 번암면 경상북도 영덕군 남정면 |
| 사양리     | 충청북도 옥천군 군서면 충청북도 진천군 문백면 전북특별자치도 임실군 운암면 전라남도 고흥군 봉래면 경상남도 합천군 쌍책면 |
| 사연리     | 울산광역시 울주군 범서읍 경상남도 밀양시 단장면 |
| 사오리     | 충청북도 제천시 청풍면 |
| 사요리     | 강원특별자치도 철원군 철원읍 |
| 사월리     | 충청남도 논산시 광적면 경상북도 경산시 남산면 경상북도 안동시 임동면 경상남도 산청군 단성면 |
| 사율리     | 전북특별자치도 남원시 덕과면 |
| 사은리     | 충청북도 괴산군 칠성면 |
| 사음리     | 충청북도 보은군 회남면 |
| 사이곡리   | 충청북도 단양군 영춘면 |
| 사인리     | 충청북도 청주시 흥덕구 강내면 |
| 사인암리   | 충청북도 단양군 대강면 |
| 사전리     | 전북특별자치도 무주군 안성면 경상북도 고령군 우곡면 경상북도 청도군 금천면 |
| 사점리     | 충청남도 청양군 비봉면 |
| 사정리     | 경기도 포천시 관인면 충청북도 옥천군 군서면 충청북도 음성군 음성읍 충청북도 청주시 흥덕구 옥산면 충청남도 논산시 벌곡면 전라남도 고흥군 점암면 전라남도 해남군 계곡면 경상북도 포항시 북구 신광면 경상남도 산청군 신등면 경상남도 함안군 법수면 |
| 사제리     | 강원특별자치도 원주시 흥업면 |
| 사주리     | 경상남도 사천시 사천읍 |
| 사지원리   | 충청북도 단양군 영춘면 |
| 사직리     | 대구광역시 군위군 군위읍 경기도 포천시 일동면 충청북도 보은군 탄부면 |
| 사진리     | 경상북도 영덕군 영해면 |
| 사창리     | 경기도 화성시 양감면 강원특별자치도 화천군 사내면 충청북도 괴산군 괴산읍 충청북도 음성군 금왕읍 충청남도 태안군 이원면 전북특별자치도 고창군 부안면 전라남도 무안군 몽탄면 전라남도 장성군 삼계면 경상남도 창녕군 부곡면 |
| 사천리     | 강원특별자치도 고성군 수동면 강원특별자치도 고성군 현내면 강원특별자치도 양양군 양양읍 충청남도 예산군 덕산면 전북특별자치도 고창군 흥덕면 전북특별자치도 무주군 적상면 전라남도 무안군 몽탄면 전라남도 진도군 의신면 경상북도 안동시 녹전면 경상북도 영덕군 병곡면 경상북도 영주시 단산면 경상북도 영천시 화남면 |
| 사천진리   | 강원특별자치도 강릉시 사천면 |
| 사초리     | 전라남도 강진군 신전면 |
| 사촌리     | 전북특별자치도 남원시 보절면 전북특별자치도 남원시 송동면 전라남도 장흥군 안양면 경상북도 고령군 우곡면 경상북도 의성군 점곡면 경상북도 청도군 청도읍 경상북도 청송군 현서면 경상남도 김해시 생림면 경상남도 사천시 사남면 경상남도 진주시 집현면 경상남도 함안군 군북면 경상남도 합천군 가야면 |
| 사탄리     | 충청북도 보은군 회남면 |
| 사태리     | 강원특별자치도 양구군 동면 |
| 사평리     | 충청북도 괴산군 칠성면 충청북도 단양군 가곡면 전라남도 화순군 남면 경상남도 하동군 북천면 |
| 사포리     | 충청남도 논산시 연산면 전북특별자치도 고창군 흥덕면 |
| 사현리     | 충청남도 공주시 정안면 경상북도 문경시 농암면 |
| 사호리     | 충청남도 보령시 천북면 |
| 사흥리     | 경기도 안성시 금광면 |
| 삭선리     | 충청남도 태안군 태안읍 |
| 삭양리     | 전라남도 강진군 병영면 |
| 산간리     | 전라남도 화순군 춘양면 |
| 산계리     | 강원특별자치도 강릉시 옥계면 충청북도 옥천군 청성면 |
| 산곡리     | 전북특별자치도 군산시 성산면 |
| 산기리     | 강원특별자치도 삼척시 도계읍 |
| 산길리     | 전라남도 무안군 해제면 |
| 산남리     | 전라남도 광양시 옥룡면 전라남도 함평군 손불면 경상남도 의령군 칠곡면 경상남도 창원시 의창구 동읍 |
| 산내리     | 경기도 이천시 모가면 충청남도 서천군 마서면 전라남도 함평군 해보면 경상북도 의성군 다인면 |
| 산노리     | 충청남도 논산시 가야곡면 |
| 산단리     | 충청북도 청주시 흥덕구 강내면 |
| 산당리     | 경상북도 고령군 쌍림면 |
| 산대리     | 충청북도 보은군 산외면 경상북도 경주시 안강읍 |
| 산대월리   | 강원특별자치도 강릉시 사천면 |
| 산덕리     | 충청북도 청주시 상당구 문의면 전북특별자치도 남원시 운봉읍 전라남도 담양군 고서면 |
| 산동리     | 충청남도 논산시 광석면 충청남도 서산시 인지면 충청남도 아산시 음봉면 전북특별자치도 김제시 금구면 전북특별자치도 순창군 팔덕면 전라남도 장성군 진원면 |
| 산두리     | 전라남도 신안군 안좌면 |
| 산림리     | 전라북도 고창군 성내면 |
| 산막리     | 충청북도 영동군 양강면 충청북도 청주시 서원구 남이면 전라남도 해남군 마산면 |
| 산매리     | 전북특별자치도 정읍시 이평면 |
| 산명리     | 강원특별자치도 철원군 철원읍 |
| 산방리     | 경상남도 거제시 둔덕면 |
| 산법리     | 대구광역시 군위군 소보면 경상북도 영주시 풍기읍 |
| 산본리     | 경상남도 김해시 진례면 |
| 산북리     | 경기도 안성시 일죽면 강원특별자치도 강릉시 성산면 강원특별자치도 고성군 거진읍 전북특별자치도 완주군 운주면 전북특별자치도 익산시 금마면 전북특별자치도 정읍시 정우면 경상남도 의령군 칠곡면 |
| 산서리     | 경상북도 포항시 남구 장기면 경상남도 함안군 가야읍 |
| 산성리     | 경기도 광주시 남한산성면 경기도 이천시 율면 충청북도 보은군 보은읍 충청남도 공주시 정안면 충청남도 논산시 상월면 충청남도 당진시 정미면 충청남도 서산시 지곡면 충청남도 예산군 예산읍 충청남도 홍성군 장곡면 전북특별자치도 정읍시 옹동면 전라남도 구례군 구례읍 경상북도 예천군 보문면 |
| 산성우리   | 강원특별자치도 강릉시 강동면 |
| 산수리     | 강원특별자치도 춘천시 남산면 충청북도 보은군 회남면 충청북도 진천군 덕산읍 충청남도 서산시 해미면 충청남도 홍성군 홍북읍 세종특별자치시 부강면 전북특별자치도 고창군 성송면 전북특별자치도 임실군 삼계면 전라남도 여수시 율촌면 경상남도 거창군 북상면 |
| 산안리     | 충청남도 금산군 군북면 |
| 산암리     | 울산광역시 울주군 온산읍 |
| 산야리     | 경상북도 안동시 와룡면 |
| 산양리     | 경기도 이천시 율면 강원특별자치도 삼척시 원덕읍 강원특별자치도 화천군 상서면 충청남도 논산시 강경읍 충청남도 아산시 염치읍 경상북도 경산시 남산면 경상북도 구미시 해평면 경상남도 거제시 동부면 제주특별자치도 제주시 한경면 |
| 산여리     | 경상북도 포항시 남구 대송면 |
| 산운리     | 경상북도 영양군 청기면 경상북도 의성군 금성면 |
| 산월리     | 전북특별자치도 군산시 대야면 전라남도 진도군 진도읍 |
| 산유리     | 경기도 가평군 가평읍 |
| 산음리     | 경기도 양평군 단월면 |
| 산의리     | 충청남도 공주시 이인면 |
| 산이리     | 경기도 광주시 초월읍 충청북도 영동군 영동읍 |
| 산익리     | 충청북도 영동군 영동읍 |
| 산저리     | 충청남도 영동군 용산면 |
| 산전리     | 울산광역시 울주군 상북면 강원특별자치도 횡성군 우천면 충청남도 아산시 둔포면 경상북도 경산시 남천면 |
| 산정리     | 경기도 안성시 양성면 경기도 포천시 영북면 충청남도 공주시 신풍면 충청남도 서천군 기산면 충청남도 아산시 음봉면 충청남도 예산군 대술면 충청남도 천안시 서북구 입장면 충청남도 청양군 화성면 전북특별자치도 고창군 대산면 전북특별자치도 남원시 수지면 전북특별자치도 순창군 복흥면 전라남도 곡성군 겸면 전라남도 무안군 일로읍 전라남도 장성군 진원면 전라남도 해남군 송지면 |
| 산제리     | 전라남도 나주시 산포면 경상북도 의성군 비안면 경상남도 합천군 묘산면 |
| 산주리     | 경상북도 고령군 쌍림면 |
| 산지리     | 경상남도 창녕군 장마면 |
| 산직리     | 충청남도 논산시 양촌면 충청남도 부여군 초촌면 |
| 산척리     | 충청북도 보은군 수한면 충청북도 진천군 진천읍 |
| 산천리     | 강원특별자치도 춘천시 신북읍 충청남도 서천군 종천면 |
| 산청리     | 경상남도 산청군 산청읍 |
| 산촌리     | 경기도 이천시 부발읍 경상북도 구미시 옥성면 경상남도 거제시 동부면 |
| 산택리     | 경상북도 예천군 용궁면 |
| 산평리     | 경기도 안성시 서운면 |
| 산포리     | 경상북도 울진군 근남면 경상남도 거창군 웅양면 |
| 산하리     | 경기도 안성시 원곡면 |
| 산학리     | 강원특별자치도 고성군 현내면 세종특별자치시 장군면 |
| 산합리     | 경상북도 예천군 호명면 |
| 산해리     | 경상북도 영양군 입암면 |
| 산현리     | 강원특별자치도 원주시 호저면 경상북도 상주시 공성면 |
| 산호리     | 전라남도 나주시 문평면 전라남도 영암군 삼호읍 전라남도 해남군 화원면 |
| 산후리     | 충청남도 태안군 태안읍 |
| 삼리       | 경기도 광주시 곤지암읍 경상남도 합천군 쌍백면 |
| 삼가리     | 경기도 양평군 단월면 충청북도 보은군 속리산면 충청남도 금산군 진산면 전북특별자치도 무주군 적상면 경상북도 영주시 풍기읍 경상남도 의령군 봉수면 |
| 삼각리     | 충청남도 공주시 탄천면 |
| 삼간리     | 전북특별자치도 부안군 행안면 |
| 삼감리     | 경상남도 양산시 하북면 |
| 삼강리     | 경상북도 예천군 풍양면 |
| 삼거리     | 인천광역시 강화군 하점면 경기도 연천군 군남면 강원특별자치도 삼척시 미로면 강원특별자치도 횡성군 갑천면 충청북도 제천시 봉양읍 충청남도 논산시 채운면 충청남도 아산시 음봉면 전북특별자치도 무주군 무풍면 |
| 삼계리     | 경기도 용인시 처인구 포곡읍 경기도 평택시 청북읍 충청남도 보령시 미산면 전북특별자치도 임실군 삼계면 전라남도 장성군 삼서면 경상북도 봉화군 봉화읍 경상북도 안동시 예안면 경상북도 영덕군 영덕읍 경상북도 영덕군 창수면 경상남도 진주시 내동면 경상남도 창원시 마산회원구 내서읍 |
| 삼고리     | 전북특별자치도 장수군 천천면 |
| 삼곡리     | 충청북도 단양군 매포읍 충청남도 보령시 주산면 충청남도 천안시 서북구 성거읍 경상남도 진주시 문산읍 |
| 삼공리     | 전북특별자치도 무주군 설천면 |
| 삼곶리     | 경기도 연천군 중면 |
| 삼광리     | 울산광역시 울주군 온양읍 |
| 삼괴리     | 경상북도 상주시 청리면 |
| 삼교리     | 강원특별자치도 강릉시 주문진읍 |
| 삼군리     | 경기도 여주시 가남읍 |
| 삼귀리     | 경상북도 영천시 고경면 경상북도 영천시 자양면 |
| 삼근리     | 경상북도 울진군 금강송면 |
| 삼기리     | 전라북도 완주군 고산면 |
| 삼길리     | 전라북도 임실군 신덕면 |
| 삼남리     | 충청북도 옥천군 청성면 |
| 삼다리     | 전라남도 담양군 담양읍 |
| 삼달리     | 경상북도 울진군 평해읍 제주특별자치도 서귀포시 성산읍 |
| 삼담리     | 전북특별자치도 익산시 낭산면 |
| 삼당리     | 전라남도 강진군 작천면 전라남도 영광군 법성면 전라남도 진도군 지산면 |
| 삼대리     | 경상북도 고령군 성산면 |
| 삼덕리     | 충청북도 진천군 진천읍 전라남도 함평군 신광면 경상북도 상주시 사벌국면 경상남도 고성군 회화면 경상남도 통영시 산양읍 |
| 삼동리     | 경상북도 봉화군 명호면 |
| 삼동암리   | 인천광역시 강화군 불은면 |
| 삼두리     | 전라남도 신안군 임자면 전라남도 완도군 군외면 |
| 삼락리     | 충청북도 괴산군 청천면 전라북도 진안군 안천면 경상남도 고성군 마암면 |
| 삼랑리     | 경상남도 밀양시 삼랑진읍 |
| 삼례리     | 전북특별자치도 완주군 삼례읍 |
| 삼리리     | 대구광역시 달성군 논공읍 |
| 삼마리     | 전라남도 해남군 화산면 |
| 삼마치리   | 강원특별자치도 홍천군 홍천읍 |
| 삼막리     | 전라남도 진도군 임회면 |
| 삼만리     | 전라남도 담양군 담양읍 |
| 삼매리     | 경상북도 영천시 임고면 |
| 삼방리     | 경기도 파주시 법원읍 충청북도 괴산군 불정면 충청북도 옥천군 청산면 |
| 삼배리     | 강원특별자치도 횡성군 공근면 |
| 삼봉리     | 경기도 남양주시 조안면 충청북도 음성군 금왕읍 충청남도 당진시 석문면 전북특별자치도 김제시 금산면 전북특별자치도 임실군 성수면 전북특별자치도 장수군 장계면 경상남도 고성군 삼산면 |
| 삼부리     | 경상북도 영천시 화산면 |
| 삼분리     | 경상북도 의성군 다인면 |
| 삼사리     | 경상북도 영덕군 강구면 |
| 삼산리     | 대구광역시 달성군 가창면 대구광역시 군위군 산성면 경기도 양평군 양동면 강원특별자치도 강릉시 연곡면 충청북도 보은군 보은읍 충청북도 청주시 상당구 낭성면 충청남도 논산시 성동면 충청남도 부여군 외산면 충청남도 서천군 서천읍 전라남도 구례군 간전면 전라남도 장흥군 관산읍 전라남도 장흥군 장흥읍 경상북도 김천시 조마면 경상북도 성주군 성주읍 경상북도 영양군 입암면 경상북도 영천시 고경면 경상북도 울진군 기성면 경상북도 의성군 봉양면 경상남도 함양군 함양읍 |
| 삼상리     | 경기도 양주시 장흥면 |
| 삼생리     | 충청북도 음성군 음성읍 |
| 삼선리     | 인천광역시 강화군 교동면 |
| 삼성리     | 부산광역시 기장군 일광읍 인천광역시 강화군 불은면 경기도 광주시 남종면 경기도 양평군 용문면 경기도 양평군 청운면 충청남도 천안시 동남구 목천읍 경상북도 경산시 남천면 경상북도 김천시 감문면 |
| 삼성당리   | 경기도 포천시 신북면 |
| 삼송리     | 충청북도 괴산군 청천면 충청남도 서산시 해미면 |
| 삼수리     | 경상남도 양산시 하북면 |
| 삼승리     | 경기도 여주시 가남읍 |
| 삼신리     | 전라남도 강진군 군동면 경상북도 청도군 화양읍 경상남도 하동군 화개면 |
| 삼암리     | 경기도 안성시 양성면 |
| 삼양리     | 충청북도 옥천군 옥천읍 경상남도 밀양시 산내면 |
| 삼열리     | 전라남도 강진군 작천면 |
| 삼오리     | 전라남도 곡성군 입면 |
| 삼옥리     | 강원특별자치도 영월군 영월읍 |
| 삼용리     | 충청북도 음성군 원남면 충청북도 진천군 이월면 충청남도 부여군 남면 |
| 삼웅리     | 충청남도 당진시 면천면 |
| 삼월리     | 충청남도 당진시 송산면 충청남도 서천군 마산면 |
| 삼유리     | 전라북도 무주군 적상면 |
| 삼율리     | 경기도 포천시 관인면 경상북도 울진군 후포면 |
| 삼은리     | 경기도 안성시 고삼면 충청남도 천안시 서북구 직산읍 전북특별자치도 임실군 삼계면 |
| 삼읍리     | 경상북도 영덕군 병곡면 |
| 삼의리     | 경상북도 영양군 석보면 |
| 삼인리     | 전북특별자치도 고창군 아산면 전라남도 강진군 병영면 |
| 삼일리     | 강원특별자치도 화천군 사내면 |
| 삼전리     | 충청남도 논산시 가야곡면 |
| 삼정리     | 울산광역시 울주군 두동면 울산광역시 울주군 청량읍 경기도 평택시 안중읍 경기도 포천시 신북면 충청북도 음성군 대소면 전북특별자치도 김제시 백구면 전라남도 보성군 득량면 전라남도 함평군 엄다면 경상북도 포항시 남구 구룡포읍 경상남도 사천시 곤명면 경상남도 함양군 마천면 |
| 삼존리     | 경기도 화성시 송산면 |
| 삼지리     | 전라남도 담양군 봉산면 경상북도 영양군 영양읍 |
| 삼창리     | 경상북도 영천시 화남면 |
| 삼천리     | 전라남도 담양군 창평면 전라남도 화순군 화순읍 |
| 삼청리     | 충청북도 옥천군 옥천읍 충청북도 충주시 주덕읍 전북특별자치도 임실군 성수면 전라남도 순천시 송광면 경상북도 칠곡군 왜관읍 |
| 삼촌리     | 전라북도 순창군 풍산면 |
| 삼축리     | 전라남도 함평군 나산면 |
| 삼춘리     | 경상북도 의성군 안평면 |
| 삼태리     | 충청남도 천안시 동남구 풍세면 전라남도 곡성군 죽곡면 전라남도 장성군 남면 경상남도 밀양시 무안면 |
| 삼평리     | 울산광역시 울주군 온산읍 전북특별자치도 정읍시 감곡면 경상북도 청도군 각북면 |
| 삼포리     | 강원특별자치도 고성군 죽왕면 전라북도 익산시 춘포면 전라남도 영암군 삼호읍 경상북도 상주시 모서면 경상북도 영천시 고경면 |
| 삼풍리     | 충청북도 괴산군 연풍면 |
| 삼하리     | 경기도 양주시 장흥면 |
| 삼학리     | 전라남도 영광군 묘량면 경상남도 합천군 청덕면 |
| 삼한리     | 경기도 안성시 대덕면 |
| 삼합리     | 경기도 광주시 곤지암읍 경기도 여주시 점동면 |
| 삼항리     | 충청북도 청주시 상당구 가덕면 |
| 삼현리     | 강원특별자치도 홍천군 영귀미면 충청남도 보령시 남포면 |
| 삼호리     | 충청북도 음성군 대소면 충청남도 논산시 성동면 경상북도 영천시 금호읍 |
| 삼화리     | 경기도 연천군 미산면 경기도 화성시 비봉면 강원특별자치도 화천군 하남면 충청남도 당진시 석문면 경상북도 영덕군 지품면 경상남도 통영시 용남면 |
| 삼회리     | 경기도 가평군 청평면 |
| 삼효리     | 전라남도 영광군 묘량면 |
| 삼흥리     | 인천광역시 강화군 양도면 경기도 안성시 금광면 전라남도 강진군 칠량면 |
| 삽교리     | 강원특별자치도 횡성군 둔내면 충청남도 예산군 삽교읍 |
| 삽령리     | 대구광역시 군위군 군위읍 |
| 삽시도리   | 충청남도 보령시 오천면 |
| 삽존리     | 강원특별자치도 양양군 손양면 |
| 상리       | 대구광역시 달성군 논공읍 대구광역시 달성군 유가읍 대구광역시 달성군 현풍읍 인천광역시 강화군 삼산면 경기도 연천군 백학면 경기도 연천군 연천읍 경기도 화성시 봉담읍 강원특별자치도 고성군 간성읍 강원특별자치도 양구군 양구읍 강원특별자치도 평창군 평창읍 강원특별자치도 화천군 화천읍 충청북도 단양군 영춘면 충청북도 단양군 적성면 충청남도 금산군 금산읍 세종특별자치시 조치원읍 전북특별자치도 김제시 백산면 전라남도 장흥군 장흥읍 경상북도 문경시 문경읍 경상북도 봉화군 재산면 경상북도 영천시 북안면 경상북도 청도군 청도읍 경상남도 의령군 의령읍 경상남도 창녕군 이방면 |
| 상가리     | 충청북도 보은군 삼승면 충청남도 금산군 금성면 충청남도 예산군 덕산면 전라남도 해남군 삼산면 경상남도 남해군 남면 제주특별자치도 제주시 애월읍 |
| 상갑리     | 충청남도 청양군 대치면 전라북도 고창군 아산면 |
| 상개리     | 전라북도 완주군 이서면 |
| 상거리     | 충청남도 당진시 송산면 경상북도 김천시 구성면 |
| 상거노리   | 강원특별자치도 삼척시 미로면 |
| 상걸리     | 강원특별자치도 춘천시 동면 |
| 상계리     | 충청북도 옥천군 옥천읍 충청북도 진천군 진천읍 전라남도 영광군 염산면 경상북도 경주시 양남면 |
| 상고리     | 전라남도 강진군 병영면 |
| 상곡리     | 대구광역시 군위군 군위읍 충청북도 음성군 삼성면 충청남도 금산군 군북면 전라남도 나주시 남평읍 전라남도 함평군 해보면 경상북도 고령군 다산면 경상북도 상주시 화서면 경상남도 의령군 유곡면 경상남도 창원시 마산회원구 내서읍 |
| 상공리     | 전라남도 해남군 산이면 |
| 상광정리   | 강원특별자치도 양양군 현북면 |
| 상괴리     | 충청북도 단양군 매포읍 경상북도 문경시 가은읍 |
| 상교리     | 경기도 여주시 북내면 |
| 상구리     | 경기도 여주시 대신면 경상북도 경주시 현곡면 |
| 상군두리   | 강원특별자치도 홍천군 서석면 |
| 상군천리   | 강원특별자치도 삼척시 노곡면 |
| 상궁리     | 충청북도 보은군 내북면 충청남도 예산군 고덕면 |
| 상궐리     | 전라북도 김제시 진봉면 |
| 상귀리     | 전라북도 남원시 금지면 제주특별자치도 제주시 애월읍 |
| 상금리     | 충청남도 금산군 남이면 충청남도 부여군 부여읍 전라북도 고창군 대산면 전라남도 장흥군 용산면 경상북도 김천시 봉산면 |
| 상금곡리   | 경상북도 예천군 용문면 |
| 상기리     | 경기도 화성시 봉담읍 충청남도 부여군 옥산면 |
| 상낙리     | 전라남도 강진군 병영면 |
| 상낙월리   | 전라남도 영광군 낙월면 |
| 상남리     | 울산광역시 울주군 청량읍 강원특별자치도 인제군 상남면 전라남도 고흥군 대서면 경상남도 함양군 서상면 |
| 상내리     | 전라남도 순천시 해룡면 경상북도 문경시 마성면 |
| 상노리     | 강원특별자치도 철원군 동송읍 충청북도 음성군 원남면 충청북도 제천시 한수면 |
| 상당리     | 충청북도 음성군 원남면 경상북도 울진군 북면 |
| 상대리     | 경기도 여주시 흥천면 충청북도 청주시 상당구 가덕면 강원특별자치도 횡성군 갑천면 강원특별자치도 횡성군 우천면 전라남도 고흥군 포두면 경상북도 경산시 남산면 경상북도 포항시 북구 청하면 경상남도 합천군 초계면 제주특별자치도 제주시 한림읍 |
| 상덕리     | 강원특별자치도 삼척시 도계읍 충청남도 천안시 서북구 직산읍 전라남도 곡성군 겸면 경상북도 영천시 고경면 |
| 상도리     | 인천광역시 강화군 송해면 충청남도 논산시 상월면 전라남도 장성군 삼계면 제주특별자치도 제주시 구좌읍 |
| 상도대리   | 충청북도 영동군 상촌면 |
| 상동리     | 경기도 가평군 상면 강원특별자치도 인제군 인제읍 강원특별자치도 횡성군 공근면 충청남도 금산군 남일면 충청남도 천안시 동남구 북면 전북특별자치도 남원시 주생면 전라남도 완도군 청산면 경상북도 예천군 예천읍 |
| 상두리     | 경기도 화성시 향남읍 전라북도 정읍시 산외면 |
| 상둔리     | 경상남도 거제시 둔덕면 |
| 상등리     | 전라북도 고창군 부안면 전라남도 해남군 마산면 |
| 상라리     | 경상북도 경주시 양남면 |
| 상룡리     | 충청남도 공주시 정안면 |
| 상리리     | 경상북도 안동시 풍산읍 경상북도 영천시 고경면 경상북도 의성군 의성읍 |
| 상림리     | 경기도 광주시 도척면 전북특별자치도 부안군 보안면 전라남도 고흥군 풍양면 전라남도 장성군 진원면 경상북도 경산시 진량읍 경상북도 구미시 장천면 경상남도 거창군 거창읍 |
| 상마리     | 경기도 김포시 대곶면 전라남도 무안군 청계면 |
| 상마읍리   | 강원특별자치도 삼척시 노곡면 |
| 상만리     | 전라남도 진도군 임회면 |
| 상맹방리   | 강원특별자치도 삼척시 근덕면 |
| 상명리     | 제주특별자치도 제주시 한림읍 |
| 상모리     | 제주특별자치도 서귀포시 대정읍 |
| 상몽리     | 충청남도 예산군 고덕면 |
| 상무룡리   | 강원특별자치도 양구군 양구읍 |
| 상문리     | 경상남도 진주시 문산읍 |
| 상미리     | 경상남도 진주시 미천면 |
| 상반천리   | 강원특별자치도 삼척시 노곡면 |
| 상발리     | 충청북도 청주시 서원구 남이면 전라남도 장흥군 용산면 |
| 상방리     | 인천광역시 강화군 화도면 충청북도 단양군 단성면 전라남도 나주시 공산면 |
| 상백리     | 경기도 여주시 흥천면 경상남도 함양군 수동면 |
| 상번천리   | 경기도 광주시 남한산성면 |
| 상법리     | 경상남도 산청군 차황면 |
| 상복리     | 강원특별자치도 양양군 강현면 |
| 상봉리     | 경기도 이천시 설성면 충청북도 청주시 흥덕구 오송읍 전라남도 여수시 율촌면 |
| 상부리     | 경상북도 김천시 지례면 경상남도 합천군 적중면 |
| 상사리     | 강원특별자치도 철원군 갈말읍 전라남도 영광군 백수읍 경상북도 포항시 북구 죽장면 |
| 상사전리   | 강원특별자치도 삼척시 미로면 |
| 상산리     | 전북특별자치도 정읍시 옹동면 |
| 상삼리     | 경기도 안성시 보개면 충청북도 청주시 서원구 현도면 전북특별자치도 완주군 용진읍 전라남도 순천시 해룡면 경상남도 양산시 상북면 |
| 상색리     | 경기도 가평군 가평읍 |
| 상서리     | 충청남도 공주시 우성면 |
| 상석리     | 경상북도 영주시 부석면 |
| 상성리     | 충청남도 공주시 계룡면 충청남도 서산시 운산면 충청남도 아산시 영인면 충청남도 예산군 삽교읍 |
| 상성북리   | 경기도 포천시 군내면 |
| 상송리     | 충청남도 홍성군 장곡면 전북특별자치도 순창군 복흥면 전라남도 순천시 낙안면 경상북도 구미시 무을면 경상북도 영천시 화북면 경상북도 포항시 북구 송라면 |
| 상수리     | 경기도 양주시 남면 |
| 상수내리   | 강원특별자치도 인제군 남면 |
| 상시리     | 충청북도 단양군 매포읍 |
| 상시동리   | 강원특별자치도 강릉시 강동면 |
| 상신리     | 경기도 화성시 향남읍 충청북도 괴산군 청천면 충청북도 진천군 진천읍 충청남도 공주시 반포면 전북특별자치도 남원시 금지면 경상북도 경주시 내남면 경상북도 성주군 용암면 경상남도 남해군 창선면 경상남도 합천군 쌍책면 |
| 상신기리   | 전라남도 무안군 일로읍 |
| 상아리     | 경상북도 안동시 남후면 |
| 상안리     | 경기도 화성시 서신면 강원특별자치도 횡성군 안흥면 |
| 상안미리   | 강원특별자치도 평창군 대화면 |
| 상암리     | 전북특별자치도 고창군 부안면 경상북도 경산시 와촌면 |
| 상야리     | 충청북도 청주시 상당구 가덕면 |
| 상양혈리   | 강원특별자치도 양양군 손양면 |
| 상언리     | 경상북도 성주군 용암면 |
| 상오리     | 충청남도 당진시 신평면 전라남도 장성군 장성읍 경상북도 상주시 화북면 |
| 상오안리   | 강원특별자치도 홍천군 홍천읍 |
| 상옥리     | 충청남도 금산군 금산읍 충청남도 태안군 태안읍 전라남도 함평군 대동면 경상북도 포항시 북구 죽장면 |
| 상왕도리   | 강원특별자치도 양양군 손양면 |
| 상왕등리   | 전라북도 부안군 위도면 |
| 상용리     | 인천광역시 강화군 교동면 경기도 이천시 백사면 충청북도 영동군 용산면 경상북도 고령군 성산면 경상북도 상주시 화서면 |
| 상우리     | 충청북도 음성군 감곡면 전북특별자치도 남원시 인월면 |
| 상운리     | 강원특별자치도 양양군 손양면 전라북도 완주군 용진읍 |
| 상원리     | 대구광역시 달성군 가창면 강원특별자치도 고성군 수동면 경상북도 김천시 구성면 경상북도 영덕군 축산면 경상북도 영양군 영양읍 경상남도 함양군 안의면 |
| 상원곡리   | 충청북도 단양군 적성면 |
| 상월리     | 전북특별자치도 임실군 관촌면 전라남도 영암군 학산면 경상북도 예천군 지보면 |
| 상월산리   | 강원특별자치도 삼척시 노곡면 |
| 상월오개리 | 강원특별자치도 평창군 진부면 |
| 상월천리   | 강원특별자치도 양양군 현남면 |
| 상읍리     | 경상북도 포항시 북구 신광면 |
| 상의리     | 경상북도 청송군 주왕산면 |
| 상이리     | 경상남도 의령군 화정면 경상남도 하동군 청암면 |
| 상일리     | 경상남도 의령군 화정면 |
| 상입석리   | 전북특별자치도 부안군 보안면 |
| 상자포리   | 경기도 양평군 개군면 |
| 상장리     | 충청북도 보은군 탄부면 충청북도 청주시 상당구 문의면 충청남도 예산군 고덕면 충청남도 천안시 서북구 입장면 충청남도 청양군 청남면 경상북도 구미시 장천면 |
| 상정리     | 강원특별자치도 삼척시 미로면 충청북도 청주시 흥덕구 오송읍 충청남도 홍성군 광천읍 전북특별자치도 김제시 백산면 전라남도 완도군 고금면 경상북도 포항시 남구 동해면 경상남도 의령군 화정면 |
| 상좌리     | 충청남도 서천군 판교면 |
| 상좌원리   | 경상북도 김천시 구성면 |
| 상주리     | 경상남도 남해군 상주면 |
| 상죽리     | 경상남도 남해군 창선면 |
| 상중리     | 경기도 안성시 금광면 충청북도 옥천군 군서면 충청남도 예산군 대흥면 경상북도 산청군 차황면 |
| 상지리     | 충청북도 옥천군 군서면 |
| 상직리     | 경상북도 영덕군 강구면 |
| 상진리     | 충청북도 단양군 단양읍 |
| 상진부리   | 강원특별자치도 평창군 진부면 |
| 상창리     | 제주특별자치도 서귀포시 안덕면 |
| 상창봉리   | 강원특별자치도 횡성군 공근면 |
| 상천리     | 울산광역시 울주군 삼남읍 경기도 가평군 청평면 충청북도 제천시 수산면 충청남도 부여군 홍산면 경상남도 거창군 위천면 경상남도 창원시 의창구 북면 경상남도 합천군 대병면 제주특별자치도 서귀포시 안덕면 |
| 상천기리   | 강원특별자치도 삼척시 노곡면 |
| 상청리     | 경상북도 영양군 청기면 |
| 상초리     | 경상북도 문경시 문경읍 |
| 상촌리     | 충청남도 부여군 양화면 충청남도 홍성군 갈산면 전북특별자치도 순창군 풍산면 경상북도 상주시 낙동면 경상남도 산청군 생초면 경상남도 의령군 유곡면 경상남도 의령군 정곡면 경상남도 진주시 대평면 경상남도 진주시 진성면 |
| 상태동리   | 전라남도 신안군 신의면 |
| 상태서리   | 전라남도 신안군 신의면 |
| 상판리     | 경기도 가평군 조종면 충청북도 보은군 속리산면 경상북도 상주시 모동면 |
| 상평리     | 강원특별자치도 양양군 서면 충청북도 음성군 감곡면 충청북도 청주시 청원구 오창읍 전북특별자치도 고창군 고수면 전북특별자치도 군산시 옥구읍 경상북도 청도군 매전면 경상북도 청송군 주왕산면 |
| 상포리     | 전라남도 고흥군 포두면 경상남도 합천군 쌍책면 |
| 상품리     | 경기도 여주시 산북면 |
| 상하리     | 충청남도 예산군 삽교읍 충청남도 홍성군 홍북읍 전라남도 영광군 홍농읍 |
| 상하가리   | 강원특별자치도 횡성군 우천면 |
| 상학리     | 전라북도 정읍시 덕천면 |
| 상항리     | 충청남도 예산군 대술면 |
| 상현리     | 경상북도 상주시 화서면 경상남도 합천군 봉산면 |
| 상호리     | 경기도 여주시 금사면 |
| 상홍리     | 충청남도 서산시 음암면 |
| 상화리     | 전라남도 여수시 화정면 경상북도 의성군 단촌면 |
| 상화계리   | 강원특별자치도 홍천군 북방면 |
| 상활리     | 경기도 여주시 가남읍 |
| 상황리     | 충청남도 부여군 장암면 충청남도 홍성군 서부면 |
| 상흥리     | 전라남도 강진군 마량면 |
| 생리       | 충청북도 음성군 생극면 경상북도 고령군 개진면 |
| 생곡리     | 강원특별자치도 홍천군 서석면 전라남도 영광군 불갑면 경상북도 구미시 선산읍 |
| 생달리     | 경상북도 문경시 동로면 |
| 생림리     | 경상남도 김해시 생림면 |
| 생송리     | 경상북도 의성군 단밀면 |
| 생암리     | 전라북도 남원시 대강면 |
| 생운리     | 강원특별자치도 횡성군 횡성읍 |
| 생지리     | 경상북도 포항시 남구 연일읍 |
| 생창리     | 강원특별자치도 철원군 김화읍 |
| 생천리     | 경상북도 예천군 예천읍 |
| 생철리     | 경상남도 김해시 생림면 |
| 생촌리     | 전라남도 장성군 삼계면 |
| 생현리     | 경상북도 영주시 안정면 |
| 서리       | 경기도 용인시 처인구 이동읍 강원특별자치도 인제군 기린면 충청남도 천안시 동남구 목천읍 전라남도 화순군 이서면 경상남도 창녕군 영산면 경상남도 하동군 적량면 |
| 서거차도리 | 전라남도 진도군 조도면 |
| 서검리     | 인천광역시 강화군 삼산면 |
| 서경리     | 대구광역시 군위군 소보면 경기도 이천시 모가면 |
| 서계리     | 전라남도 곡성군 곡성읍 |
| 서계양리   | 충청남도 예산군 신양면 |
| 서고도리   | 전라북도 익산시 금마면 |
| 서곡리     | 경기도 파주시 진동면 강원특별자치도 원주시 판부면 강원특별자치도 홍천군 내촌면 충청북도 제천시 수산면 전라북도 남원시 이백면 |
| 서광리     | 제주특별자치도 제주시 우도면 제주특별자치도 서귀포시 안덕면 |
| 서구림리   | 전라남도 영암군 군서면 |
| 서근리     | 경기도 화성시 팔탄면 |
| 서남리     | 전라남도 영암군 영암읍 |
| 서내리     | 전라남도 순천시 낙안면 |
| 서당리     | 충청북도 청주시 청원구 북이면 전라남도 보성군 회천면 경상북도 영천시 북안면 |
| 서대리     | 충청북도 옥천군 안내면 충청북도 옥천군 옥천읍 충청남도 금산군 추부면 경상남도 남해군 창선면 |
| 서덕리     | 전라남도 여수시 돌산읍 |
| 서도리     | 전북특별자치도 김제시 금구면 전라북도 남원시 사매면 전라남도 여수시 삼산면 |
| 서동리     | 경상북도 경주시 양남면 경상북도 봉화군 춘양면 경상남도 의령군 의령읍 |
| 서두리     | 전라북도 익산시 삼기면 |
| 서득리     | 경상남도 의령군 봉수면 |
| 서룡리     | 경상남도 양산시 원동면 |
| 서릉리     | 경상북도 의성군 다인면 |
| 서림리     | 강원특별자치도 양양군 서면 |
| 서마리     | 전북특별자치도 순창군 복흥면 |
| 서만리     | 경상북도 상주시 내서면 |
| 서매리     | 전라북도 남원시 금지면 |
| 서무리     | 전북특별자치도 남원시 인월면 |
| 서문리     | 강원특별자치도 양양군 양양읍 전라남도 고흥군 고흥읍 |
| 서미리     | 경상북도 안동시 풍산읍 |
| 서벽리     | 경상북도 봉화군 춘양면 |
| 서변리     | 경상북도 의성군 점곡면 경상남도 거창군 거창읍 경상남도 남해군 남해읍 |
| 서본리     | 경상북도 예천군 예천읍 |
| 서봉리     | 전북특별자치도 완주군 고산면 전라남도 곡성군 입면 |
| 서부리     | 부산광역시 기장군 기장읍 대구광역시 군위군 군위읍 울산광역시 울주군 언양읍 충청북도 괴산군 괴산읍 경상북도 경산시 자인면 경상북도 김천시 개령면 경상북도 안동시 도산면 경상북도 영양군 영양읍 경상북도 영주시 풍기읍 경상북도 의성군 비안면 |
| 서사리     | 울산광역시 울주군 범서읍 경상북도 경산시 하양읍 |
| 서산리     | 충청북도 영동군 학산면 전라남도 강진군 강진읍 전라남도 나주시 남평읍 경상남도 통영시 욕지면 경상남도 합천군 합천읍 |
| 서삼리     | 경상북도 안동시 녹전면 |
| 서상리     | 강원특별자치도 춘천시 서면 전라남도 해남군 문내면 경상북도 청도군 화양읍 경상남도 거제시 거제면 경상남도 남해군 서면 |
| 서생리     | 울산광역시 울주군 서생면 |
| 서선리     | 강원특별자치도 양양군 서면 |
| 서성리     | 전라남도 강진군 강진읍 전라남도 화순군 동면 |
| 서송원리   | 충청북도 영동군 황간면 |
| 서수리     | 전라북도 군산시 서수면 |
| 서암리     | 경기도 김포시 통진읍 경상남도 의령군 봉수면 |
| 서양리     | 전라남도 장성군 동화면 |
| 서오리     | 경상북도 경주시 서면 |
| 서오지리   | 강원특별자치도 화천군 하남면 |
| 서옥리     | 전라남도 담양군 대전면 |
| 서외리     | 전북특별자치도 부안군 부안읍 경상남도 고성군 고성읍 |
| 서운리     | 충청북도 충주시 동량면 |
| 서원리     | 경기도 여주시 북내면 충청북도 보은군 삼승면 충청북도 보은군 장안면 충청남도 아산시 염치읍 경상북도 상주시 내서면 경상북도 청도군 이서면 |
| 서유리     | 전라남도 화순군 북면 |
| 서재리     | 대구광역시 달성군 다사읍 |
| 서정리     | 충청북도 옥천군 옥천읍 충청남도 청양군 정산면 세종특별자치시 전의면 전라남도 해남군 송지면 경상북도 포항시 북구 청하면 경상남도 거제시 거제면 경상남도 사천시 곤양면 |
| 서제리     | 경상북도 의성군 단밀면 |
| 서주리     | 경상남도 함양군 유림면 |
| 서중리     | 경상북도 문경시 산북면 |
| 서지리     | 충청북도 보은군 내북면 경상북도 안동시 와룡면 경상북도 청도군 운문면 |
| 서창리     | 충청북도 제천시 한수면 세종특별자치시 조치원읍 충청남도 논산시 강경읍 전라남도 영암군 삼호읍 |
| 서천리     | 강원특별자치도 춘천시 남산면 전북특별자치도 남원시 운봉읍 경상북도 봉화군 소천면 |
| 서초정리   | 충청남도 예산군 광시면 |
| 서촌리     | 전라남도 여수시 화양면 경상북도 포항시 남구 장기면 경상남도 함안군 대산면 |
| 서치리     | 전북특별자치도 남원시 보절면 |
| 서탄리     | 충청북도 보은군 회남면 |
| 서태리     | 전라남도 화순군 화순읍 |
| 서평리     | 충청북도 청주시 흥덕구 오송읍 전라남도 순천시 승주읍 |
| 서포리     | 인천광역시 옹진군 덕적면 전북특별자치도 군산시 나포면 전북특별자치도 김제시 죽산면 |
| 서하리     | 울산광역시 울주군 두서면 경기도 광주시 초월읍 강원특별자치도 삼척시 신기면 |
| 서한리     | 인천광역시 강화군 교동면 |
| 서현리     | 경상북도 안동시 와룡면 |
| 서호리     | 전북특별자치도 순창군 동계면 전라남도 무안군 청계면 전라남도 영암군 삼호읍 전라남도 함평군 대동면 경상남도 남해군 서면 |
| 서홍리     | 전라남도 해남군 북평면 |
| 서화리     | 강원특별자치도 인제군 서화면 |
| 서황리     | 경상남도 하동군 북천면 |
| 서후리     | 경기도 양평군 서종면 |
| 서흥리     | 강원특별자치도 인제군 서화면 충청남도 천안시 동남구 목천읍 전북특별자치도 순창군 팔덕면 전라남도 담양군 무정면 |
| 서희리     | 강원특별자치도 인제군 서화면 |
| 석리       | 경상북도 영덕군 영덕읍 경상북도 포항시 남구 동해면 경상남도 창녕군 대지면 경상남도 창녕군 이방면 |
| 석강리     | 경상남도 거창군 가조면 |
| 석계리     | 강원특별자치도 양양군 손양면 충청남도 계룡시 신도안면 경상북도 경주시 외동읍 경상북도 영천시 고경면 경상북도 포항시 북구 죽장면 경상남도 사천시 용현면 경상남도 양산시 상북면 |
| 석고리     | 전라남도 화순군 능주면 |
| 석곡리     | 경기도 양평군 양동면 강원특별자치도 정선군 화암면 충청북도 증평군 도안면 충청남도 아산시 둔포면 충청남도 예산군 고덕면 충청남도 천안시 동남구 성남면 충청남도 천안시 서북구 직산읍 세종특별자치시 전동면 전라남도 곡성군 석곡면 경상남도 의령군 정곡면 경상남도 창원시 마산합포구 구산면 |
| 석곶리     | 경기도 파주시 장단면 |
| 석교리     | 경기도 화성시 마도면 강원특별자치도 강릉시 사천면 강원특별자치도 양양군 강현면 충청북도 단양군 어상천면 충청남도 천안시 서북구 성거읍 전북특별자치도 고창군 고창읍 전북특별자치도 고창군 공음면 전북특별자치도 고창군 흥덕면 전북특별자치도 김제시 백산면 전라남도 강진군 군동면 전라남도 진도군 임회면 전라남도 해남군 문내면 경상북도 영주시 순흥면 경상남도 남해군 남면 |
| 석근리     | 경기도 평택시 팽성읍 |
| 석남리     | 충청남도 공주시 유구읍 전라북도 고창군 상하면 경상남도 산청군 삼장면 |
| 석담리     | 전라북도 김제시 백구면 |
| 석당리     | 충청남도 아산시 도고면 |
| 석동리     | 충청남도 금산군 남이면 충청남도 부여군 장암면 전북특별자치도 김제시 성덕면 전북특별자치도 익산시 용안면 |
| 석두리     | 충청남도 아산시 염치읍 전라북도 임실군 청웅면 |
| 석룡리     | 전라남도 무안군 해제면 |
| 석마리     | 전라남도 장성군 삼서면 경상남도 고성군 마암면 |
| 석막리     | 충청남도 금산군 진산면 |
| 석만리     | 전라남도 영광군 낙월면 |
| 석매리     | 전라남도 익산시 함열읍 |
| 석모리     | 인천광역시 강화군 삼산면 경기도 김포시 양촌읍 |
| 석목리     | 충청남도 부여군 부여읍 |
| 석묘리     | 경상북도 예천군 효자면 |
| 석문리     | 강원특별자치도 고성군 거진읍 강원특별자치도 횡성군 둔내면 전라남도 강진군 도암면 |
| 석병리     | 경상북도 포항시 남구 구룡포읍 |
| 석보리     | 전북특별자치도 순창군 복흥면 |
| 석봉리     | 경기도 평택시 팽성읍 전라남도 고흥군 과역면 경상북도 문경시 산북면 |
| 석사리     | 전라남도 광양시 봉강면 |
| 석산리     | 부산광역시 기장군 기장읍 대구광역시 군위군 삼국유사면 경기도 양평군 단월면 경기도 이천시 율면 전북특별자치도 순창군 적성면 경상북도 상주시 모서면 경상남도 양산시 동면 경상남도 창원시 의창구 동읍 |
| 석상리     | 전라북도 부안군 하서면 |
| 석서리     | 충청남도 논산시 양촌면 |
| 석섬리     | 경상북도 영천시 금호읍 |
| 석성리     | 충청북도 청주시 청원구 북이면 충청남도 부여군 석성면 전라남도 함평군 함평읍 |
| 석송리     | 충청남도 공주시 정안면 |
| 석실리     | 충청북도 청주시 서원구 남이면 |
| 석양리     | 충청남도 예산군 예산읍 |
| 석우리     | 경기도 양주시 광적면 경기도 여주시 북내면 충청북도 청주시 청원구 오창읍 충청남도 당진시 합덕읍 충청남도 부여군 규암면 전북특별자치도 고창군 흥덕면 경상북도 칠곡군 가산면 |
| 석읍리     | 경상북도 경주시 양남면 |
| 석인리     | 충청북도 음성군 음성읍 |
| 석장리     | 경기도 양평군 개군면 경기도 연천군 백학면 충청북도 진천군 덕산읍 |
| 석전리     | 전라북도 완주군 삼례읍 전라남도 나주시 금천면 경상북도 칠곡군 왜관읍 |
| 석정리     | 경기도 김포시 대곶면 경기도 평택시 포승읍 충청남도 아산시 염치읍 전라북도 고창군 고창읍 전라남도 고흥군 금산면 전라남도 함평군 학교면 전라남도 화순군 춘양면 경상북도 예천군 예천읍 |
| 석종리     | 충청남도 논산시 상월면 |
| 석주원리   | 경기도 연천군 백학면 |
| 석지리     | 경상남도 고성군 하이면 |
| 석창리     | 전라남도 함평군 손불면 |
| 석천리     | 울산광역시 울주군 웅촌면 경기도 용인시 처인구 백암면 경기도 화성시 우정읍 충청북도 충주시 산척면 충청남도 천안시 동남구 목천읍 전북특별자치도 익산시 낭산면 전라남도 나주시 반남면 경상남도 의령군 화정면 경상남도 함양군 안의면 |
| 석촌리     | 충청남도 서천군 종천면 경상북도 경주시 양남면 경상북도 영천시 화산면 |
| 석탄리     | 경기도 김포시 하성면 충청북도 옥천군 동이면 |
| 석탑리     | 경상북도 안동시 북후면 경상북도 의성군 안평면 |
| 석택리     | 충청남도 홍성군 홍북읍 |
| 석판리     | 충청북도 청주시 서원구 남이면 |
| 석평리     | 경상북도 봉화군 봉화읍 경상남도 남해군 이동면 |
| 석포리     | 인천광역시 강화군 삼산면 경기도 화성시 장안면 충청남도 당진시 송악읍 충청남도 서산시 해미면 전라북도 부안군 진서면 경상북도 봉화군 석포면 경상북도 영주시 이산면 경상남도 거제시 하청면 |
| 석하리     | 경기도 안성시 금광면 |
| 석항리     | 강원특별자치도 영월군 산솔면 경상북도 문경시 동로면 |
| 석현리     | 경기도 양주시 장흥면 강원특별자치도 양구군 양구읍 충청북도 진천군 백곡면 전라남도 담양군 금성면 전라남도 진도군 고군면 경상북도 봉화군 춘양면 |
| 석호리     | 충청북도 옥천군 군북면 전라남도 보성군 겸백면 전라남도 해남군 화산면 |
| 석화리     | 경기도 안성시 양성면 강원특별자치도 횡성군 서원면 충청북도 청주시 청원구 북이면 충청북도 청주시 흥덕구 강내면 |
| 석흥리     | 전라남도 순천시 낙안면 |
| 선리       | 경상북도 예천군 용문면 경상남도 양산시 원동면 |
| 선거리     | 전라북도 임실군 운암면 |
| 선고리     | 충청북도 제천시 덕산면 |
| 선곡리     | 대구광역시 군위군 우보면 경기도 연천군 군남면 충청북도 보은군 삼승면 경상북도 문경시 농암면 |
| 선교리     | 경상북도 상주시 화동면 |
| 선구리     | 경상북도 울진군 온정면 경상남도 남해군 남면 |
| 선당리     | 충청북도 충주시 신니면 |
| 선도리     | 충청남도 서천군 비인면 전라남도 신안군 지도읍 |
| 선동리     | 경기도 광주시 초월읍 충청북도 청주시 서원구 현도면 충청남도 서천군 시초면 전라북도 고창군 공음면 전라북도 김제시 금산면 |
| 선두리     | 인천광역시 강화군 길상면 전라남도 해남군 문내면 |
| 선변리     | 전라남도 순천시 황전면 |
| 선세리     | 전라남도 곡성군 오산면 |
| 선소리     | 전라남도 광양시 진월면 경상남도 남해군 남해읍 경상남도 창녕군 유어면 |
| 선송리     | 경상북도 성주군 용암면 |
| 선암리     | 경기도 양주시 은현면 충청북도 청주시 청원구 북이면 충청남도 서천군 시초면 전라북도 김제시 금구면 전라남도 보성군 율어면 경상북도 문경시 호계면 |
| 선양리     | 경상북도 안동시 도산면 |
| 선연리     | 전라북도 군산시 옥서면 |
| 선운리     | 전라북도 고창군 부안면 |
| 선원리     | 충청남도 금산군 부리면 경상북도 성주군 선남면 경상북도 영천시 임고면 |
| 선월리     | 전라남도 순천시 해룡면 |
| 선유리     | 경기도 파주시 문산읍 전라남도 광양시 옥곡면 |
| 선유도리   | 전라북도 군산시 옥도면 |
| 선유실리   | 강원특별자치도 고성군 간성읍 |
| 선은리     | 전라북도 부안군 부안읍 |
| 선읍리     | 경기도 이천시 장호원읍 |
| 선인리     | 경상남도 사천시 사천읍 |
| 선재리     | 인천광역시 옹진군 영흥면 |
| 선적리     | 경기도 파주시 진서면 전라남도 장성군 진원면 |
| 선전리     | 경상남도 사천시 서포면 |
| 선정리     | 충청북도 음성군 삼성면 전라남도 장흥군 장평면 |
| 선제리     | 전라북도 군산시 옥구읍 |
| 선지리     | 경상남도 김해시 주촌면 |
| 선진리     | 전라남도 해남군 계곡면 경상남도 사천시 용현면 |
| 선창리     | 충청남도 아산시 선장면 전라북도 장수군 장수읍 |
| 선천리     | 경상북도 영천시 화남면 |
| 선촌리     | 경기도 가평군 설악면 |
| 선평리     | 충청북도 괴산군 청천면 전라남도 순천시 서면 |
| 선학리     | 충청남도 공주시 신풍면 전라남도 순천시 해룡면 |
| 선행리     | 인천광역시 강화군 선원면 |
| 선화리     | 경상북도 경산시 진량읍 |
| 선황리     | 전라남도 영암군 미암면 |
| 선흘리     | 제주특별자치도 제주시 조천읍 |
| 설계리     | 충청북도 영동군 영동읍 |
| 설곡리     | 경기도 가평군 설악면 |
| 설마리     | 경기도 파주시 적성면 |
| 설매리     | 전라남도 영광군 군남면 경상북도 봉화군 상운면 경상남도 진주시 대곡면 |
| 설옥리     | 전라남도 곡성군 옥과면 |
| 설운리     | 충청북도 충주시 살미면 |
| 설창리     | 경상남도 김해시 진영읍 |
| 설화리     | 대구광역시 달성군 화원읍 |
| 섬거리     | 전라남도 광양시 진상면 |
| 섬촌리     | 경상북도 영양군 일월면 |
| 성리       | 대구광역시 군위군 효령면 충청북도 보은군 수한면 충청북도 제천시 수산면 충청남도 공주시 탄천면 충청남도 서산시 인지면 충청남도 예산군 삽교읍 전북특별자치도 남원시 아영면 경상북도 성주군 수륜면 경상남도 합천군 대병면 |
| 성가리     | 전북특별자치도 임실군 임실읍 |
| 성강리     | 세종특별자치시 금남면 |
| 성계리     | 전북특별자치도 김제시 금산면 전라남도 나주시 반남면 경상북도 포항시 북구 기계면 |
| 성곡리     | 충청북도 단양군 적성면 충청남도 금산군 남이면 충청남도 홍성군 결성면 전북특별자치도 순창군 구림면 전라남도 담양군 대덕면 경상북도 안동시 서후면 경상북도 영주시 장수면 경상북도 영천시 자양면 경상북도 청도군 풍각면 경상북도 칠곡군 석적읍 경상북도 포항시 북구 흥해읍 경상남도 고성군 영오면 |
| 성금리     | 충청북도 단양군 대강면 |
| 성기리     | 전라남도 고흥군 점암면 경상남도 거창군 주상면 경상남도 합천군 가야면 |
| 성남리     | 강원특별자치도 원주시 신림면 충청남도 홍성군 결성면 전북특별자치도 고창군 대산면 전북특별자치도 익산시 낭산면 전라남도 강진군 병영면 전라남도 무안군 무안읍 전라남도 함평군 함평읍 |
| 성남도리   | 전라남도 진도군 조도면 |
| 성내리     | 강원특별자치도 양양군 양양읍 충청북도 제천시 금성면 충청남도 서천군 비인면 충청남도 아산시 영인면 전북특별자치도 고창군 무장면 전라남도 무안군 무안읍 전라남도 무안군 운남면 전라남도 진도군 진도읍 전라남도 해남군 해남읍 경상북도 영덕군 영해면 경상북도 영주시 풍기읍 경상북도 포항시 북구 흥해읍 경상남도 고성군 고성읍 경상남도 사천시 곤양면 경상남도 산청군 단성면 경상남도 창녕군 영산면 |
| 성당리     | 충청남도 금산군 추부면 전라북도 익산시 성당면 경상남도 의령군 지정면 |
| 성대리     | 강원특별자치도 고성군 토성면 충청북도 진천군 백곡면 충청북도 청주시 상당구 미원면 |
| 성덕리     | 경기도 양평군 강하면 충청남도 논산시 은진면 세종특별자치시 금남면 전북특별자치도 군산시 성산면 전북특별자치도 김제시 성덕면 전북특별자치도 완주군 봉동읍 전라남도 장성군 북일면 경상남도 밀양시 무안면 |
| 성도리     | 전라남도 담양군 무정면 |
| 성동리     | 경기도 김포시 월곶면 경기도 파주시 탄현면 경기도 포천시 영중면 강원특별자치도 홍천군 북방면 충청남도 당진시 합덕읍 충청남도 보령시 웅천읍 전라남도 강진군 병영면 전라남도 무안군 무안읍 경상북도 상주시 낙동면 경상북도 포항시 남구 구룡포읍 |
| 성두리     | 전라북도 고창군 고창읍 전라남도 고흥군 두원면 |
| 성만리     | 경상남도 밀양시 초동면 |
| 성방리     | 경상남도 사천시 곤명면 |
| 성법리     | 경상북도 포항시 북구 기북면 |
| 성본리     | 충청북도 음성군 대소면 |
| 성북리     | 충청남도 당진시 순성면 충청남도 서천군 비인면 전라북도 완주군 화산면 전라남도 순천시 낙안면 |
| 성불리     | 전라남도 장흥군 장흥읍 |
| 성사리     | 경상남도 창녕군 남지읍 |
| 성산리     | 대구광역시 달성군 화원읍 강원특별자치도 홍천군 화촌면 강원특별자치도 횡성군 안흥면 충청북도 청주시 청원구 오창읍 충청남도 당진시 고대면 충청남도 서천군 비인면 전북특별자치도 고창군 아산면 전북특별자치도 남원시 인월면 전북특별자치도 진안군 동향면 전라남도 나주시 세지면 전라남도 담양군 대전면 전라남도 순천시 해룡면 전라남도 영광군 대마면 전라남도 영광군 홍농읍 전라남도 영암군 도포면 전라남도 장성군 북일면 전라남도 장성군 장성읍 전라남도 장흥군 관산읍 전라남도 해남군 옥천면 전라남도 해남군 화원면 경상북도 성주군 성주읍 경상남도 의령군 지정면 경상남도 진주시 금곡면 경상남도 창녕군 이방면 경상남도 합천군 쌍책면 경상남도 합천군 용주면 제주특별자치도 서귀포시 성산읍 |
| 성상리     | 충청남도 당진시 면천면 |
| 성석리     | 충청북도 진천군 진천읍 |
| 성수리     | 강원특별자치도 홍천군 영귀미면 전라북도 임실군 성수면 경상북도 구미시 산동읍 |
| 성시리     | 전라북도 남원시 보절면 |
| 성신리     | 경기도 여주시 점동면 |
| 성암리     | 충청북도 보은군 내북면 충청북도 제천시 덕산면 충청남도 서산시 음암면 전라남도 무안군 무안읍 전라남도 장성군 북하면 경상북도 의성군 단북면 |
| 성양리     | 전라남도 영암군 군서면 |
| 성연리     | 충청남도 보령시 청소면 |
| 성외리     | 충청남도 서산시 한산면 |
| 성원리     | 충청남도 당진시 우강면 경상북도 성주군 선남면 |
| 성월리     | 충청남도 천안시 서북구 성환읍 전라남도 담양군 고서면 |
| 성유리     | 경상북도 문경시 가은읍 |
| 성은리     | 경기도 안성시 원곡면 |
| 성읍리     | 제주특별자치도 서귀포시 표선면 |
| 성재리     | 충청북도 청주시 청원구 오창읍 전라북도 완주군 고산면 전라남도 영암군 서호면 경상북도 청송군 안덕면 |
| 성저리     | 경상북도 문경시 가은읍 |
| 성전리     | 전라남도 강진군 성전면 경상남도 고성군 마암면 |
| 성제리     | 세종특별자치시 연서면 |
| 성족리     | 충청북도 보은군 보은읍 |
| 성주리     | 경기도 안성시 원곡면 충청북도 보은군 보은읍 충청남도 보령시 성주면 충청남도 서천군 장항읍 |
| 성지리     | 충청북도 보은군 탄부면 경상북도 경주시 천북면 |
| 성진리     | 전라남도 해남군 계곡면 |
| 성천리     | 강원특별자치도 고성군 토성면 전라남도 함평군 엄다면 경상북도 영천시 금호읍 경상남도 하동군 고전면 |
| 성촌리     | 전라남도 고흥군 고흥읍 경상북도 김천시 감문면 |
| 성태리     | 경상남도 합천군 청덕면 |
| 성티리     | 충청북도 보은군 내북면 |
| 성평리     | 충청남도 논산시 은진면 경상북도 예천군 유천면 경상남도 하동군 고전면 |
| 성포리     | 경상남도 거제시 사등면 |
| 성하리     | 대구광역시 달성군 현풍면 충청남도 당진시 면천면 |
| 성해리     | 경기도 평택시 안중읍 |
| 성현리     | 경상북도 예천군 용문면 |
| 성호리     | 충청남도 홍성군 결성면 |
| 성환리     | 충청남도 천안시 서북구 성환읍 |
| 성황리     | 경상남도 의령군 정곡면 |
| 세간리     | 경상남도 의령군 유곡면 |
| 세계리     | 경상북도 포항시 남구 오천읍 |
| 세곡리     | 경기도 화성시 봉담읍 전라북도 고창군 신림면 |
| 세교리     | 충청북도 청주시 청원구 내수읍 충청남도 아산시 배방읍 |
| 세동리     | 충청남도 공주시 유구읍 전북특별자치도 진안군 부귀면 전라남도 고흥군 포두면 전라남도 완도군 고금면 |
| 세등리     | 전라남도 진도군 군내면 |
| 세량리     | 전라남도 화순군 화순읍 |
| 세룡리     | 전라북도 순창군 인계면 |
| 세류리     | 충청남도 당진시 우강면 전라남도 영암군 금정면 |
| 세산리     | 충청북도 옥천군 동이면 |
| 세성리     | 충청북도 충주시 살미면 |
| 세심리     | 전라북도 임실군 삼계면 |
| 세월리     | 경기도 양평군 강상면 |
| 세장리     | 전북특별자치도 군산시 회현면 경상북도 청송군 진보면 |
| 세전리     | 전북특별자치도 남원시 송동면 |
| 세종리     | 세종특별자치시 연기면 |
| 세중리     | 충청북도 보은군 마로면 |
| 세진리     | 경상남도 창녕군 유어면 |
| 세천리     | 대구광역시 달성군 다사읍 |
| 세청리     | 전라남도 화순군 청풍면 |
| 세촌리     | 충청북도 보은군 내북면 경상북도 의성군 단촌면 |
| 세출리     | 충청남도 아산시 배방읍 |
| 세탑리     | 충청남도 부여군 초촌면 |
| 세평리     | 충청북도 괴산군 불정면 |
| 세풍리     | 전라남도 광양시 광양읍 |
| 세현리     | 강원특별자치도 철원군 원동면 |
| 세화리     | 제주특별자치도 제주시 구좌읍 제주특별자치도 서귀포시 표선면 |
| 소계리     | 충청북도 보은군 수한면 충청북도 영동군 황간면 경상북도 영양군 석보면 |
| 소고리     | 경기도 이천시 모가면 |
| 소곡리     | 전라남도 신안군 안좌면 경상북도 상주시 화남면 경상북도 울진군 북면 경상남도 사천시 정동면 경상남도 진주시 정촌면 |
| 소광리     | 경상북도 울진군 금강송면 |
| 소근리     | 충청남도 태안군 소원면 |
| 소길리     | 제주특별자치도 제주시 애월읍 |
| 소남리     | 경상남도 산청군 단성면 |
| 소내리     | 경기도 안성시 대덕면 |
| 소농리     | 전북특별자치도 완주군 비봉면 |
| 소동리     | 충청남도 아산시 음봉면 경상북도 포항시 북구 청하면 경상남도 거제시 일운면 |
| 소라리     | 경상북도 청도군 화양읍 |
| 소랑리     | 경상남도 거제시 거제면 |
| 소례리     | 경상남도 합천군 청덕면 |
| 소로리     | 충청북도 청주시 흥덕구 옥산면 경상북도 봉화군 춘양면 |
| 소록리     | 전라남도 고흥군 도양읍 |
| 소룡리     | 충청남도 논산시 연무읍 전라남도 곡성군 옥과면 전라남도 장성군 삼서면 경상북도 영주시 장수면 |
| 소마도리   | 전라남도 진도군 조도면 |
| 소매리     | 충청북도 괴산군 사리면 |
| 소매곡리   | 강원특별자치도 홍천군 북방면 |
| 소문리     | 경상남도 진주시 문산읍 |
| 소반리     | 충청남도 당진시 우강면 |
| 소법리     | 경기도 가평군 북면 |
| 소사리     | 경기도 이천시 모가면 강원특별자치도 횡성군 안흥면 충청남도 부여군 초촌면 충청남도 천안시 동남구 목천읍 |
| 소산리     | 전북특별자치도 부안군 주산면 전라남도 영암군 서호면 경상북도 안동시 풍산읍 |
| 소상리     | 경상북도 상주시 외남면 경상남도 의령군 용덕면 |
| 소서리     | 충청북도 옥천군 청성면 |
| 소석리     | 충청북도 음성군 대소면 경상남도 양산시 상북면 |
| 소성리     | 충청남도 보령시 오천면 경상북도 성주군 초전면 |
| 소소리     | 충청남도 당진시 합덕읍 |
| 소송리     | 충청남도 보령시 남포면 |
| 소암리     | 충청북도 괴산군 소수면 충청남도 홍성군 광천읍 경상북도 상주시 이안면 |
| 소야리     | 인천광역시 옹진군 덕적면 충청북도 단양군 적성면 충청남도 서천군 마산면 경상북도 문경시 산북면 경상남도 창녕군 대합면 |
| 소양리     | 충청남도 보령시 청라면 |
| 소여리     | 충청북도 보은군 마로면 충청북도 음성군 음성읍 |
| 소오리     | 경상남도 합천군 삼가면 |
| 소우리     | 충청남도 천안시 서북구 성거읍 |
| 소월리     | 경상북도 경산시 와촌면 경상북도 영덕군 강구면 |
| 소유리     | 경기도 여주시 금사면 |
| 소은리     | 경상북도 상주시 외남면 |
| 소이리     | 경상남도 산청군 신안면 |
| 소재리     | 경상북도 구미시 선산읍 |
| 소전리     | 충청북도 청주시 상당구 문의면 |
| 소정리     | 경기도 이천시 신둔면 충청북도 옥천군 군북면 세종특별자치시 소정면 경상북도 상주시 모서면 경상남도 거창군 북상면 |
| 소주리     | 전라북도 부안군 주산면 |
| 소죽리     | 전라남도 해남군 송지면 |
| 소중리     | 충청남도 서산시 운산면 |
| 소지리     | 경상북도 봉화군 법전면 |
| 소치리     | 강원특별자치도 인제군 남면 |
| 소천리     | 전북특별자치도 무주군 설천면 경상북도 봉화군 법전면 경상북도 영주시 부석면 경상북도 청도군 금천면 |
| 소청리     | 인천광역시 옹진군 대청면 |
| 소치리     | 강원특별자치도 인제군 남면 |
| 소태리     | 경상북도 울진군 온정면 경상남도 밀양시 청도면 |
| 소토리     | 전라북도 김제시 만경읍 경상남도 양산시 상북면 |
| 소포리     | 전라남도 진도군 지산면 경상남도 함안군 군북면 |
| 소학리     | 경기도 포천시 내촌면 경상북도 성주군 선남면 |
| 소향리     | 충청남도 홍성군 홍성읍 전북특별자치도 완주군 고산면 |
| 소현리     | 경기도 안성시 대덕면 경상북도 경주시 현곡면 |
| 소호리     | 울산광역시 울주군 상북면 경상북도 의성군 구천면 |
| 소화리     | 경상북도 예천군 지보면 |
| 소황리     | 충청남도 보령시 웅천읍 |
| 소회산리   | 경기도 포천시 영북면 |
| 속리       | 경상북도 고령군 우곡면 |
| 속곡리     | 경상북도 영덕군 지품면 |
| 속사리     | 강원특별자치도 평창군 용평면 경상남도 진주시 금산면 |
| 속실리     | 강원특별자치도 횡성군 청일면 |
| 속암리     | 경상북도 의성군 단밀면 |
| 속창리     | 충청남도 천안시 동남구 수신면 |
| 속초리     | 강원특별자치도 홍천군 영귀미면 경상북도 경산시 진량읍 |
| 손곡리     | 강원특별자치도 원주시 부론면 경상남도 함양군 유림면 |
| 손기리     | 경상북도 예천군 유천면 |
| 손동리     | 충청북도 충주시 동량면 |
| 손목리     | 경상남도 합천군 용주면 |
| 손오리     | 경상남도 의령군 부림면 |
| 손죽리     | 전라남도 여수시 삼산면 |
| 손지리     | 충청남도 예산군 대흥면 |
| 솔정리     | 인천광역시 강화군 송해면 |
| 송간리     | 충청남도 부여군 부여읍 |
| 송갈리     | 경기도 이천시 호법면 |
| 송강리     | 강원특별자치도 고성군 거진읍 충청북도 충주시 산척면 충청남도 홍성군 금마면 전라남도 고흥군 대서면 전라남도 곡성군 겸면 경상북도 청송군 파천면 |
| 송경리     | 경상남도 산청군 산청읍 |
| 송계리     | 경기도 이천시 설성면 강원특별자치도 원주시 신림면 강원특별자치도 정선군 임계면 충청북도 제천시 한수면 전라북도 고창군 무장면 전라남도 장성군 동화면 경상북도 성주군 수륜면 경상남도 고성군 대가면 경상남도 함양군 서하면 |
| 송곡리     | 경기도 이천시 모가면 경기도 화성시 향남읍 충청북도 음성군 생극면 충청남도 공주시 반포면 충청남도 부여군 부여읍 충청남도 서천군 한산면 충청남도 아산시 염치읍 세종특별자치시 전동면 전북특별자치도 고창군 상하면 전라남도 보성군 득량면 전라남도 신안군 암태면 전라남도 완도군 신지면 경상북도 고령군 다산면 경상북도 구미시 해평면 경상북도 김천시 남면 경상북도 예천군 호명면 경상남도 진주시 금곡면 경상남도 창녕군 이방면 |
| 송공리     | 전라남도 신안군 압해읍 |
| 송교리     | 경기도 화성시 서신면 |
| 송국리     | 충청남도 부여군 초촌면 |
| 송금리     | 전라남도 광양시 진월면 경상북도 청도군 화양읍 |
| 송기리     | 전라북도 남원시 송동면 전라남도 순천시 별량면 |
| 송남리     | 충청남도 천안시 서북구 성거읍 |
| 송내리     | 충청남도 서천군 마서면 전북특별자치도 남원시 송동면 경상북도 경산시 남산면 경상북도 의성군 점곡면 |
| 송능리     | 경기도 남양주시 진건읍 |
| 송단리     | 전라남도 화순군 북면 |
| 송담리     | 경기도 평택시 안중읍 |
| 송당리     | 충청남도 논산시 노성면 제주특별자치도 제주시 구좌읍 |
| 송대리     | 울산광역시 울주군 언양읍 충청북도 청주시 청원구 오창읍 전라북도 남원시 대강면 |
| 송덕리     | 충청북도 괴산군 장연면 충청남도 천안시 서북구 성환읍 전라남도 강진군 강진읍 |
| 송도진리   | 강원특별자치도 고성군 현내면 |
| 송동리     | 충청북도 괴산군 칠성면 경상북도 포항시 남구 대송면 |
| 송두리     | 충청북도 진천군 진천읍 |
| 송라리     | 경기도 이천시 대월면 경기도 화성시 매송면 |
| 송로리     | 전라남도 강진군 칠량면 전라남도 함평군 엄다면 |
| 송리리     | 경상북도 안동시 일직면 |
| 송림리     | 경기도 여주시 가남읍 경기도 화성시 남양읍 강원특별자치도 강릉시 연곡면 충청북도 진천군 이월면 충청남도 서천군 마산면 충청남도 서천군 장항읍 전라남도 고흥군 대서면 전라남도 나주시 산포면 전라남도 영광군 영광읍 경상북도 경산시 용성면 경상북도 고령군 쌍림면 경상북도 구미시 고아읍 경상남도 사천시 곤명면 경상남도 합천군 봉산면 |
| 송마리     | 경기도 김포시 대곶면 |
| 송말리     | 경기도 이천시 백사면 |
| 송면리     | 충청북도 괴산군 청천면 |
| 송문리     | 경기도 용인시 처인구 양지면 세종특별자치시 장군면 경상남도 하동군 금남면 |
| 송방리     | 충청남도 청양군 청양읍 |
| 송백리     | 경상북도 경산시 남천면 경상남도 밀양시 산내면 경상남도 진주시 금산면 |
| 송변리     | 경상남도 거창군 남상면 |
| 송북리     | 경상북도 김천시 감문면 경상북도 청도군 화양읍 |
| 송사리     | 전라남도 함평군 신광면 경상북도 안동시 길안면 |
| 송산리     | 경기도 가평군 설악면 경기도 안성시 서운면 경기도 이천시 장호원읍 경기도 파주시 군내면 경기도 화성시 양감면 충청북도 증평군 증평읍 충청남도 논산시 연산면 충청남도 당진시 우강면 충청남도 서천군 한산면 충청남도 예산군 삽교읍 전북특별자치도 고창군 해리면 전북특별자치도 김제시 용지면 전북특별자치도 익산시 용안면 전라남도 고흥군 포두면 전라남도 나주시 문평면 전라남도 신안군 자은면 전라남도 진도군 군내면 전라남도 해남군 옥천면 전라남도 해남군 화산면 경상북도 구미시 산동읍 경상북도 칠곡군 동명면 경상남도 고성군 거류면 경상남도 의령군 유곡면 |
| 송삼리     | 경상북도 구미시 무을면 |
| 송상리     | 전라북도 김제시 만경읍 전라북도 남원시 송동면 |
| 송생리     | 경상북도 청송군 청송읍 |
| 송서리     | 경상북도 청도군 풍각면 |
| 송석리     | 충청남도 당진시 송산면 충청남도 서천군 마서면 충청남도 예산군 대술면 충청남도 예산군 응봉면 전라남도 무안군 해제면 전라남도 해남군 마산면 |
| 송선리     | 경상북도 경주시 건천읍 |
| 송성리     | 세종특별자치시 전동면 |
| 송시리     | 충청남도 서산시 부석면 |
| 송실리     | 강원특별자치도 철원군 원동면 |
| 송암리     | 강원특별자치도 강릉시 성산면 강원특별자치도 고성군 죽왕면 강원특별자치도 양양군 양양읍 강원특별자치도 춘천시 사북면 충청북도 청주시 상당구 남일면 충청북도 충주시 신니면 충청남도 부여군 남면 충청남도 청양군 목면 충청남도 태안군 태안읍 충청남도 홍성군 금마면 전북특별자치도 고창군 흥덕면 전라남도 영광군 염산면 전라남도 장흥군 장흥읍 전라남도 함평군 나산면 경상북도 예천군 용궁면 |
| 송어리     | 강원특별자치도 양양군 서면 |
| 송연리     | 충청남도 천안시 동남구 동면 |
| 송온리     | 경기도 이천시 부발읍 |
| 송용리     | 세종특별자치시 연동면 충청남도 아산시 둔포면 전라북도 고창군 신림면 |
| 송우리     | 경기도 포천시 소흘읍 강원특별자치도 양구군 국토정중앙면 |
| 송원리     | 대구광역시 군위군 소보면 경상북도 청도군 매전면 경상남도 하동군 진교면 |
| 송월리     | 충청남도 홍성군 홍성읍 전라남도 강진군 성전면 경상북도 예천군 은풍면 |
| 송읍리     | 경상북도 청도군 청도읍 |
| 송이리     | 전라남도 영광군 낙월면 |
| 송전리     | 경기도 용인시 처인구 이동읍 강원특별자치도 양양군 손양면 강원특별자치도 횡성군 횡성읍 충청남도 당진시 대호지면 충청남도 천안시 동남구 목천읍 경상북도 경주시 양북면 경상북도 예천군 유천면 경상남도 사천시 곤양면 경상남도 함양군 휴천면 전라남도 강진군 강진읍 전라남도 곡성군 입면 |
| 송정리     | 부산광역시 기장군 철마면 경기도 안성시 서운면 경기도 화성시 마도면 강원특별자치도 고성군 거진읍 강원특별자치도 평창군 진부면 강원특별자치도 홍천군 화촌면 충청북도 증평군 도안면 충청북도 청주시 청원구 북이면 충청남도 논산시 연산면 충청남도 부여군 양화면 충청남도 부여군 초촌면 충청남도 천안시 동남구 병천면 세종특별자치시 장군면 세종특별자치시 전동면 전라남도 강진군 칠량면 전라남도 고흥군 풍양면 전라남도 곡성군 오곡면 전라남도 구례군 토지면 전라남도 무안군 현경면 전라남도 장흥군 유치면 전라남도 진도군 의신면 전라남도 해남군 삼산면 전라남도 화순군 이양면 경상북도 칠곡군 지천면 경상남도 거제시 연초면 경상남도 거창군 거창읍 경상남도 김해시 진례면 경상남도 남해군 미조면 경상남도 창원시 의창구 동읍 경상남도 함안군 산인면 |
| 송제리     | 전라남도 나주시 세지면 |
| 송죽리     | 강원특별자치도 고성군 거진읍 충청북도 보은군 삼승면 전라남도 나주시 왕곡면 전라남도 영광군 대마면 경상북도 김천시 구성면 경상북도 문경시 산양면 |
| 송지리     | 충청남도 예산군 대흥면 경상북도 상주시 외남면 경상북도 예천군 유천면 경상남도 밀양시 삼랑진읍 경상남도 사천시 용현면 |
| 송진리     | 경상남도 창녕군 도천면 |
| 송진포리   | 경상남도 거제시 장목면 |
| 송천리     | 경기도 남양주시 수동면 경기도 안성시 일죽면 강원특별자치도 양양군 서면 전북특별자치도 익산시 웅포면 전북특별자치도 장수군 장계면 전북특별자치도 장수군 장수읍 전라남도 강진군 신전면 전라남도 순천시 월등면 전라남도 해남군 산이면 경상북도 김천시 아포읍 경상북도 영덕군 병곡면 경상북도 영덕군 지품면 경상북도 영천시 청통면 경상남도 고성군 하일면 |
| 송청리     | 강원특별자치도 양구군 양구읍 |
| 송촌리     | 대구광역시 달성군 옥포읍 경기도 남양주시 조안면 경기도 여주시 대신면 충청남도 아산시 음봉면 전라남도 나주시 다시면 전라남도 장흥군 관산읍 |
| 송치리     | 전라북도 남원시 주천면 |
| 송평리     | 충청북도 괴산군 문광면 충청북도 보은군 회인면 전라남도 영암군 영암읍 경상북도 예천군 지보면 경상남도 함양군 병곡면 |
| 송포리     | 강원특별자치도 고성군 거진읍 충청북도 보은군 회남면 경상북도 영천시 북안면 |
| 송풍리     | 전라북도 진안군 용담면 |
| 송하리     | 경상북도 영양군 수비면 |
| 송학리     | 경기도 양평군 강상면 충청남도 공주시 탄천면 충청남도 당진시 면천면 충청남도 보령시 주교면 충청남도 부여군 남면 충청남도 아산시 송악면 충청남도 청양군 정산면 세종특별자치시 장군면 전북특별자치도 익산시 오산면 전라남도 강진군 성전면 전라남도 나주시 다도면 전라남도 순천시 별량면 전라남도 영광군 군서면 경상북도 칠곡군 가산면 경상남도 고성군 고성읍 |
| 송한리     | 강원특별자치도 횡성군 안흥면 충청북도 제천시 송학면 |
| 송현리     | 경기도 양평군 지평면 경기도 여주시 산북면 강원특별자치도 강릉시 왕산면 강원특별자치도 고성군 현내면 강원특별자치도 양구군 방산면 강원특별자치도 양양군 손양면 충청북도 보은군 마로면 충청남도 태안군 소원면 전북특별자치도 고창군 무장면 전북특별자치도 고창군 부안면 전라남도 나주시 봉황면 전라남도 무안군 망운면 전라남도 무안군 청계면 전라남도 장성군 서삼면 경상남도 김해시 진례면 경상남도 창녕군 창녕읍 |
| 송호리     | 충청북도 영동군 양산면 전라남도 진도군 지산면 전라남도 해남군 송지면 전라남도 해남군 황산면 경상북도 의성군 다인면 |
| 송화리     | 경기도 평택시 팽성읍 |
| 쇄암리     | 경기도 김포시 대곶면 |
| 수리       | 강원특별자치도 양양군 서면 충청북도 괴산군 소수면 충청북도 제천시 수산면 전라남도 곡성군 옥과면 전라남도 신안군 흑산면 전라남도 화순군 북면 경상북도 안동시 풍산읍 경상북도 영덕군 창수면 |
| 수개리     | 경상남도 창녕군 남지읍 |
| 수계리     | 전북특별자치도 완주군 삼례읍 경상북도 예천군 보문면 |
| 수고리     | 충청남도 부여군 세도면 |
| 수곡리     | 경기도 양평군 지평면 충청북도 제천시 수산면 충청북도 청주시 상당구 가덕면 충청남도 아산시 송악면 전라남도 곡성군 목사동면 전라남도 신안군 암태면 경상북도 안동시 임동면 경상북도 안동시 풍산읍 경상북도 울진군 근남면 경상남도 함안군 군북면 |
| 수광리     | 경기도 이천시 신둔면 |
| 수금리     | 전북특별자치도 정읍시 정우면 |
| 수기리     | 경기도 화성시 봉담읍 전라남도 구례군 산동면 |
| 수남리     | 경기도 이천시 신둔면 충청남도 천안시 동남구 동면 전북특별자치도 고창군 부안면 전라남도 보성군 겸백면 경상남도 고성군 고성읍 |
| 수능리     | 경기도 양평군 서종면 |
| 수다리     | 전라남도 신안군 도초면 경상남도 창녕군 부곡면 |
| 수당리     | 충청남도 금산군 제원면 충청남도 당진시 정미면 충청남도 서산시 운산면 |
| 수대리     | 충청북도 청주시 서원구 남이면 전라남도 신안군 비금면 |
| 수덕리     | 전북특별자치도 남원시 대산면 |
| 수도리     | 전라남도 신안군 임자면 경상북도 김천시 증산면 경상북도 영주시 문수면 |
| 수동리     | 강원특별자치도 철원군 임남면 강원특별자치도 춘천시 남산면 전북특별자치도 고창군 부안면 전북특별자치도 진안군 상전면 전라남도 강진군 대구면 |
| 수두리     | 충청북도 영동군 양산면 |
| 수락리     | 충청북도 청주시 흥덕구 옥산면 충청남도 논산시 벌곡면 전라남도 장흥군 안양면 경상북도 청송군 현서면 |
| 수란리     | 충청남도 홍성군 홍동면 |
| 수렴리     | 경상북도 경주시 양남면 |
| 수록리     | 전북특별자치도 김제시 백산면 |
| 수룡리     | 충청북도 충주시 노은면 충청남도 태안군 근흥면 |
| 수륜리     | 경상북도 성주군 수륜면 |
| 수리리     | 대구광역시 달성군 구지면 |
| 수만리     | 전북특별자치도 완주군 동상면 전라남도 화순군 화순읍 |
| 수망리     | 제주특별자치도 서귀포시 남원읍 |
| 수면리     | 경기도 화성시 정남면 |
| 수목리     | 충청남도 부여군 규암면 |
| 수묵리     | 충청북도 옥천군 이원면 |
| 수문리     | 충청북도 보은군 마로면 전라남도 장흥군 안양면 |
| 수백리     | 강원특별자치도 횡성군 공근면 |
| 수봉리     | 경상북도 상주시 모동면 |
| 수부리     | 충청남도 보령시 웅천읍 |
| 수북리     | 대구광역시 군위군 의흥면 충청북도 옥천군 옥천읍 전라남도 담양군 수북면 |
| 수분리     | 전라북도 장수군 장수읍 |
| 수산리     | 경기도 남양주시 수동면 경기도 이천시 설성면 강원특별자치도 양양군 손양면 강원특별자치도 인제군 남면 충청북도 제천시 덕산면 충청북도 제천시 수산면 충청북도 청주시 상당구 미원면 세종특별자치시 연기면 전북특별자치도 군산시 옥구읍 전라남도 곡성군 삼기면 전라남도 영암군 도포면 전라남도 장성군 삼계면 전라남도 장성군 장성읍 경상북도 울진군 근남면 경상남도 남해군 창선면 경상남도 밀양시 하남읍 제주특별자치도 제주시 애월읍 제주특별자치도 서귀포시 성산읍 |
| 수상리     | 전라남도 함평군 나산면 경상북도 상주시 청리면 |
| 수서리     | 대구광역시 군위군 군위읍 대구광역시 군위군 의흥면 |
| 수석리     | 충청남도 청양군 대치면 경상남도 사천시 사천읍 |
| 수선리     | 전북특별자치도 완주군 비봉면 |
| 수성리     | 충청남도 서천군 판교면 전라남도 장성군 북이면 전라남도 해남군 해남읍 경상북도 성주군 수륜면 경상북도 영천시 임고면 경상북도 포항시 남구 장기면 경상남도 의령군 가례면 |
| 수식리     | 경상북도 봉화군 물야면 |
| 수신리     | 충청남도 부여군 외산면 |
| 수심리     | 경상북도 예천군 유천면 |
| 수안리     | 경상남도 김해시 대동면 |
| 수암리     | 강원특별자치도 원주시 소초면 충청북도 괴산군 사리면 충청남도 부여군 옥산면 충청남도 서천군 문산면 경상북도 영덕군 지품면 |
| 수앙리     | 전북특별자치도 고창군 부안면 |
| 수야리     | 경상북도 청도군 이서면 |
| 수양리     | 경기도 광주시 곤지암읍 전북특별자치도 순창군 금과면 전라남도 강진군 성전면 전라남도 강진군 신전면 전라남도 무안군 현경면 전라남도 장성군 삼서면 전라남도 장흥군 안양면 경상남도 고성군 하일면 |
| 수여리     | 강원특별자치도 양양군 손양면 |
| 수역리     | 전라남도 진도군 진도읍 |
| 수영리     | 경기도 화성시 봉담읍 충청남도 금산군 복수면 |
| 수예리     | 경상북도 문경시 가은읍 |
| 수옥리     | 전라남도 장성군 삼계면 |
| 수원리     | 충청북도 영동군 매곡면 충청남도 부여군 양화면 전라남도 나주시 남평읍 경상남도 거창군 신원면 제주특별자치도 제주시 한림읍 |
| 수월리     | 전라남도 구례군 광의면 경상북도 예천군 지보면 경상북도 청도군 풍각면 경상남도 거창군 가조면 경상남도 통영시 도산면 |
| 수월암리   | 경기도 평택시 수월암리 |
| 수유리     | 전라남도 진도군 진도읍 |
| 수인리     | 강원특별자치도 양구군 양구읍 전라남도 강진군 마량면 |
| 수입리     | 경기도 양평군 서종면 경기도 포천시 일동면 |
| 수장리     | 충청남도 아산시 신창면 전북특별자치도 순창군 동계면 |
| 수정리     | 경기도 이천시 부발읍 충청북도 보은군 보은읍 충청남도 청양군 화성면 전라북도 순창군 동계면 경상북도 상주시 낙동면 경상북도 의성군 금성면 경상남도 창원시 마산합포구 구산면 |
| 수죽리     | 경상북도 성주군 월항면 |
| 수직리     | 경기도 화성시 향남읍 |
| 수참리     | 경기도 김포시 통진읍 |
| 수천리     | 전북특별자치도 임실군 신덕면 전북특별자치도 진안군 용담면 |
| 수철리     | 충청남도 아산시 배방읍 충청남도 예산군 예산읍 경상북도 영주시 풍기읍 경상남도 산청군 금서면 |
| 수청리     | 경기도 광주시 남종면 강원특별자치도 평창군 미탄면 전북특별자치도 정읍시 칠보면 경상남도 사천시 정동면 |
| 수촌리     | 경기도 화성시 장안면 충청북도 단양군 단양읍 충청남도 공주시 의당면 충청남도 예산군 삽교읍 경상북도 성주군 벽진면 |
| 수치리     | 전라남도 신안군 비금면 |
| 수태리     | 충청북도 음성군 대소면 |
| 수통리     | 충청남도 금산군 부리면 |
| 수평리     | 충청남도 서산시 운산면 전라남도 광양시 옥곡면 전라남도 구례군 간전면 전라남도 순천시 황전면 경상북도 문경시 동로면 |
| 수하리     | 경기도 이천시 신둔면 강원특별자치도 평창군 대관령면 강원특별자치도 홍천군 서석면 전라남도 함평군 나산면 경상북도 영양군 수비면 |
| 수한리     | 경상북도 예천군 감천면 |
| 수항리     | 강원특별자치도 평창군 진부면 전북특별자치도 진안군 부귀면 전라남도 신안군 도초면 |
| 수해리     | 전라남도 장성군 삼서면 |
| 수향리     | 충청남도 천안시 서북구 성환읍 |
| 수헐리     | 충청남도 천안시 서북구 직산읍 |
| 수호리     | 전라남도 함평군 함평읍 |
| 수홍리     | 전라북도 남원시 대강면 |
| 수화리     | 경기도 화성시 남양읍 |
| 수회리     | 충청북도 충주시 수안보면 |
| 숙곡리     | 경기도 화성시 매송면 |
| 숙성리     | 경기도 평택시 오성면 |
| 숙암리     | 강원특별자치도 삼척시 하장면 강원특별자치도 정선군 북평면 |
| 숙진리     | 충청남도 논산시 상월면 |
| 순용리     | 전라남도 영광군 불갑면 |
| 순지리     | 전라남도 장흥군 장흥읍 경상북도 청도군 운문면 경상남도 양산시 하북면 |
| 순호리     | 경상북도 의성군 가음면 |
| 순화리     | 전라북도 순창군 순창읍 |
| 술곡리     | 경상남도 합천군 봉산면 |
| 술산리     | 전라북도 군산시 임피면 |
| 술상리     | 경상남도 하동군 진교면 |
| 술역리     | 경상남도 거제시 둔덕면 |
| 술정리     | 경상남도 창녕군 창녕읍 |
| 숭뢰리     | 인천광역시 강화군 송해면 |
| 숭오리     | 경상북도 칠곡군 북삼읍 |
| 숭진리     | 경상남도 밀양시 삼랑진읍 |
| 슬치리     | 전북특별자치도 임실군 관촌면 |
| 슬항리     | 경기도 화성시 마도면 충청남도 당진시 고대면 |
| 습례리     | 경상북도 구미시 선산읍 |
| 승곡리     | 경상북도 상주시 낙동면 |
| 승두리     | 경기도 안성시 공도읍 |
| 승문리     | 경상북도 영주시 문수면 |
| 승방리     | 전북특별자치도 정읍시 감곡면 |
| 승법리     | 전라남도 곡성군 오곡면 |
| 승본리     | 경상북도 예천군 보문면 |
| 승봉리     | 인천광역시 옹진군 자월면 |
| 승부리     | 전북특별자치도 정읍시 북면 경상북도 봉화군 석포면 |
| 승산리     | 충청남도 당진시 정미면 경상남도 진주시 지수면 |
| 승안리     | 경기도 가평군 가평읍 |
| 승양리     | 경기도 연천군 신서면 |
| 승언리     | 충청남도 태안군 안면읍 |
| 승치리     | 전북특별자치도 완주군 화산면 |
| 시리       | 경기도 화성시 남양읍 |
| 시곡리     | 충청북도 제천시 송학면 |
| 시금리     | 충청북도 영동군 용산면 |
| 시남리     | 경상남도 창녕군 남지읍 |
| 시도리     | 인천광역시 옹진군 북도면 |
| 시동리     | 강원특별자치도 홍천군 남면 충청북도 청주시 상당구 가덕면 충청북도 청주시 서원구 현도면 충청남도 예산군 봉산면 |
| 시락리     | 경상남도 창원시 마산합포구 진전면 |
| 시랑리     | 부산광역시 기장군 기장읍 |
| 시량리     | 충청남도 예산군 덕산면 경상북도 청송군 진보면 |
| 시례리     | 경상남도 김해시 진례면 |
| 시목리     | 충청북도 청주시 서원구 현도면 충청남도 예산군 광시면 충청남도 태안군 소원면 경상남도 거제시 둔덕면 경상남도 함양군 지곡면 |
| 시묘리     | 충청남도 논산시 은진면 |
| 시문리     | 경상북도 경산시 진량읍 |
| 시미리     | 경기도 용인시 처인구 이동읍 |
| 시방리     | 경상남도 거제시 장목면 |
| 시변리     | 강원특별자치도 양양군 현남면 |
| 시산리     | 충청남도 예산군 대술면 전북특별자치도 순창군 쌍치면 전북특별자치도 정읍시 칠보면 전라남도 고흥군 도양읍 경상남도 김해시 한림면 |
| 시상리     | 전라남도 구례군 산동면 |
| 시서리     | 전라남도 신안군 안좌면 |
| 시선리     | 충청남도 서천군 마산면 |
| 시안리     | 경상북도 의성군 안계면 |
| 시암리     | 경기도 김포시 하성면 |
| 시왕리     | 충청남도 예산군 신양면 |
| 시우리     | 경기도 남양주시 조안면 |
| 시음리     | 충청남도 부여군 양화면 |
| 시장리     | 충청남도 천안시 서북구 입장면 |
| 시전리     | 충청남도 아산시 도고면 충청남도 청양군 대치면 |
| 시천리     | 전라남도 보성군 복내면 경상북도 경산시 와촌면 |
| 시포리     | 충청남도 아산시 둔포면 |
| 시항리     | 경상북도 예천군 은풍면 |
| 시흥리     | 제주특별자치도 서귀포시 성산읍 |
| 식금리     | 경기도 용인시 처인구 양지면 |
| 식도리     | 전북특별자치도 부안군 위도면 |
| 식련리     | 전북특별자치도 남원시 산동면 |
| 식천리     | 전북특별자치도 장수군 장수읍 |
| 식현리     | 경기도 파주시 적성면 |
| 신리       | 경기도 평택시 오성면 경기도 평택시 진위면 경기도 화성시 정남면 강원특별자치도 삼척시 도계읍 강원특별자치도 평창군 대화면 충청북도 제천시 청풍면 충청남도 당진시 합덕읍 충청남도 부여군 규암면 충청남도 예산군 삽교읍 충청남도 예산군 응봉면 충청남도 홍성군 서부면 전북특별자치도 부안군 줄포면 전북특별자치도 완주군 상관면 전라남도 곡성군 곡성읍 전라남도 완도군 신지면 전라남도 장흥군 대덕읍 전라남도 화순군 청풍면 경상북도 고령군 대가야읍 경상북도 김천시 봉산면 경상북도 칠곡군 지천면 경상남도 고성군 마암면 |
| 신가리     | 충청남도 예산군 삽교읍 충청남도 천안시 서북구 성환읍 전라남도 나주시 금천면 전라남도 나주시 왕곡면 |
| 신간리     | 경상북도 고령군 운수면 |
| 신갈리     | 경기도 이천시 모가면 충청남도 천안시 서북구 직산읍 |
| 신감리     | 경상북도 의성군 사곡면 경상남도 창원시 마산회원구 내서읍 |
| 신검리     | 충청남도 서천군 종천면 |
| 신경리     | 충청남도 홍성군 홍북읍 |
| 신계리     | 대구광역시 군위군 소보면 경기도 안성시 미양면 충청북도 진천군 이월면 충청남도 천안시 동남구 목천읍 전북특별자치도 남원시 대산면 전라남도 담양군 월산면 전라남도 함평군 엄다면 전라남도 해남군 옥천면 경상북도 경주시 외동읍 경상북도 성주군 가천면 경상북도 의성군 옥산면 경상북도 포항시 남구 장기면 |
| 신곡리     | 경기도 김포시 고촌읍 충청북도 보은군 회남면 충청남도 서천군 시초면 충청남도 아산시 신창면 충청남도 홍성군 구항면 충청남도 홍성군 금마면 전라남도 고흥군 과역면 전라남도 나주시 공산면 경상북도 고령군 쌍림면 경상북도 구미시 도개면 경상북도 김천시 조마면 경상북도 상주시 공성면 경상남도 밀양시 상동면 |
| 신관리     | 경상북도 경산시 자인면 경상남도 함양군 함양읍 |
| 신광리     | 전라남도 나주시 다시면 경상북도 영천시 대창면 |
| 신괴리     | 전라북도 진안군 안천면 |
| 신교리     | 충청남도 논산시 부적면 전북특별자치도 완주군 소양면 |
| 신구리     | 충청북도 단양군 대강면 충청남도 보령시 주산면 전라남도 광양시 진월면 전라남도 완도군 금일읍 경상북도 영양군 입암면 경상남도 창녕군 장마면 |
| 신궁리     | 경기도 평택시 팽성읍 충청북도 보은군 내북면 |
| 신근리     | 경기도 여주시 흥천면 |
| 신금리     | 전라북도 완주군 삼례읍 전라남도 고흥군 봉래면 전라남도 광양시 옥곡면 |
| 신기리     | 대구광역시 달성군 현풍면 경기도 안성시 미양면 경기도 안성시 서운면 강원특별자치도 평창군 진부면 강원특별자치도 삼척시 신기면 충청남도 홍성군 홍동면 충청남도 논산시 양촌면 충청북도 청주시 청원구 북이면 충청북도 괴산군 괴산읍 충청북도 괴산군 문광면 전북특별자치도 익산시 황등면 [[전북특별자치도] 부안군 행안면 전북특별자치도 임실군 오수면 전북특별자치도 진안군 성수면 [[전북특별자치도] 남원시 운봉읍 경상북도 구미시 선산읍 경상북도 청송군 파천면 경상북도 영덕군 창수면 경상남도 창원시 마산합포구 진동면 경상남도 산청군 차황면 경상남도 산청군 신안면 경상남도 진주시 명석면 경상남도 하동군 하동읍 전라남도 화순군 화순읍 전라남도 영광군 낙월면 전라남도 곡성군 곡성읍 전라남도 곡성군 목사동면 전라남도 장성군 삼계면 전라남도 강진군 도암면 전라남도 순천시 낙안면 |
| 신남리     | 경기도 여주시 북내면 경기도 화성시 남양읍 강원특별자치도 인제군 남면 충청남도 아산시 둔포면 전북특별자치도 순창군 순창읍 경상북도 안동시 예안면 |
| 신농리     | 충청남도 서천군 문산면 |
| 신능리     | 경기도 안성시 서운면 |
| 신달리     | 충청남도 공주시 유구읍 충청남도 아산시 신창면 |
| 신답리     | 경기도 연천군 전곡읍 |
| 신당리     | 대구광역시 달성군 옥포읍 인천광역시 강화군 송해면 충청북도 충주시 살미면 충청남도 논산시 광석면 충청남도 당진시 신평면 경상북도 경주시 천북면 경상북도 구미시 산동읍 경상북도 청도군 각남면 경상남도 진주시 집현면 경상남도 창녕군 계성면 경상남도 창녕군 대합면 |
| 신대리     | 경기도 광주시 곤지암읍 경기도 이천시 백사면 경기도 평택시 팽성읍 강원특별자치도 고성군 수동면 강원특별자치도 홍천군 남면 강원특별자치도 화천군 상서면 강원특별자치도 횡성군 청일면 충청북도 보은군 회인면 충청북도 청주시 상당구 문의면 충청북도 청주시 청원구 북이면 충청남도 금산군 금산읍 충청남도 금산군 복수면 충청남도 보령시 주교면 충청남도 부여군 은산면 충청남도 예산군 광시면 충청남도 청양군 운곡면 세종특별자치시 연서면 전북특별자치도 고창군 공음면 전북특별자치도 고창군 성내면 전북특별자치도 익산시 함라면 전라남도 순천시 해룡면 경상북도 경산시 압량읍 경상북도 경주시 양남면 경상북도 영천시 금호읍 경상북도 영천시 북안면 경상남도 하동군 악양면 |
| 신덕리     | 대구광역시 군위군 의흥면 충청남도 보령시 천북면 충청남도 아산시 선장면 충청남도 천안시 동남구 광덕면 충청남도 천안시 동남구 성남면 충청남도 천안시 서북구 입장면 충청남도 청양군 정산면 충청남도 태안군 소원면 전북특별자치도 고창군 흥덕면 전북특별자치도 남원시 대강면 전북특별자치도 임실군 신덕면 전북특별자치도 정읍시 신태인읍 전라남도 순천시 외서면 전라남도 영암군 학산면 전라남도 해남군 화원면 전라남도 화순군 도곡면 경상북도 상주시 함창읍 경상북도 안동시 임하면 경상북도 영천시 신녕면 경상북도 영천시 청통면 |
| 신도리     | 인천광역시 옹진군 북도면 전라남도 구례군 용방면 전라남도 나주시 산포면 경상북도 경산시 자인면 경상북도 청도군 청도읍 제주특별자치도 서귀포시 대정읍 |
| 신돈리     | 충청북도 음성군 맹동면 |
| 신동리     | 충청북도 증평군 증평읍 충청남도 금산군 남일면 충청남도 아산시 선장면 충청남도 홍성군 장곡면 전북특별자치도 익산시 춘포면 전라남도 나주시 다도면 전라남도 나주시 봉황면 전라남도 장흥군 관산읍 |
| 신두리     | 경기도 안성시 공도읍 충청남도 천안시 서북구 입장면 충청남도 태안군 원북면 전북특별자치도 김제시 부량면 |
| 신등리     | 전북특별자치도 익산시 함라면 |
| 신라리     | 경상북도 봉화군 상운면 |
| 신락리     | 경상북도 의성군 다인면 |
| 신령리     | 경기도 안성시 대덕면 |
| 신례리     | 제주특별자치도 서귀포시 남원읍 |
| 신례원리   | 충청남도 예산군 예산읍 |
| 신론리     | 경기도 양평군 청운면 |
| 신룡리     | 전라남도 광양시 봉강면 경상북도 김천시 개령면 |
| 신리리     | 경상북도 영덕군 창수면 경상북도 영천시 북안면 경상북도 의성군 사곡면 |
| 신림리     | 강원특별자치도 원주시 신림면 경상북도 구미시 도개면 경상북도 울진군 울진읍 |
| 신만리     | 충청북도 충주시 엄정면 |
| 신매리     | 강원특별자치도 춘천시 서면 충청북도 옥천군 청산면 충청북도 충주시 살미면 |
| 신면리     | 전북특별자치도 정읍시 입암면 |
| 신목리     | 전북특별자치도 익산시 함라면 |
| 신문리     | 인천광역시 강화군 강화읍 충청북도 보은군 회인면 충청남도 아산시 선장면 |
| 신반리     | 경상남도 의령군 부림면 |
| 신방리     | 충청남도 천안시 서북구 성환읍 세종특별자치시 전의면 경상북도 경산시 남천면 경상북도 영천시 자양면 경상남도 창원시 의창구 동읍 |
| 신법리     | 충청남도 아산시 둔포면 경상남도 밀양시 무안면 |
| 신복리     | 경기도 양평군 옥천면 전라북도 부안군 보안면 전라남도 여수시 돌산읍 경상남도 사천시 용현면 |
| 신봉리     | 인천광역시 강화군 하점면 강원특별자치도 홍천군 영귀미면 충청남도 서천군 마산면 충청남도 아산시 영인면 경상북도 상주시 화서면 경상북도 청도군 화양읍 |
| 신부리     | 경상북도 성주군 선남면 |
| 신분리     | 경상남도 고성군 영현면 |
| 신사리     | 충청남도 천안시 동남구 성남면 경상북도 영양군 입암면 |
| 신산리     | 경기도 양주시 남면 경기도 파주시 광탄면 충청남도 보령시 청라면 충청남도 서천군 기산면 경상남도 함안군 산인면 제주특별자치도 서귀포시 성산읍 |
| 신삼리     | 인천광역시 강화군 하점면 |
| 신상리     | 경기도 가평군 조종면 충청남도 서산시 고북면 전라남도 완도군 신지면 전라남도 장흥군 회진면 경상북도 경산시 진량읍 경상북도 상주시 낙동면 경상북도 상주시 외남면 |
| 신서리     | 경상북도 경주시 양남면 |
| 신석리     | 충청남도 당진시 합덕읍 충청남도 예산군 오가면 전라남도 나주시 다시면 전라남도 신안군 암태면 전라남도 영광군 홍농읍 전라남도 화순군 청풍면 경상북도 경산시 남천면 경상북도 안동시 남선면 |
| 신성리     | 충청남도 부여군 규암면 충청남도 서천군 한산면 충청남도 아산시 선장면 충청남도 아산시 인주면 충청남도 홍성군 홍성읍 전북특별자치도 고창군 성내면 전북특별자치도 순창군 쌍치면 전북특별자치도 완주군 봉동읍 전라북도 익산시 황등면 전라남도 순천시 승주읍 전라남도 순천시 해룡면 전라남도 영광군 염산면 전라남도 장성군 북하면 전라남도 화순군 도곡면 경상북도 안동시 풍천면 경상북도 청송군 안덕면 경상남도 하동군 악양면 |
| 신속리     | 충청남도 예산군 대흥면 |
| 신송리     | 충청북도 청주시 상당구 남일면 충청남도 당진시 신평면 충청남도 보령시 청소면 충청남도 서산시 고북면 충청남도 서천군 서천읍 전북특별자치도 고창군 흥덕면 전북특별자치도 진안군 동향면 전라남도 고흥군 두원면 |
| 신수리     | 충청남도 아산시 음봉면 경상북도 의성군 안사면 |
| 신시리     | 충청남도 당진시 정미면 |
| 신시도리   | 전북특별자치도 군산시 옥도면 |
| 신아리     | 전라남도 광양시 진월면 경상남도 산청군 금서면 |
| 신안리     | 경기도 김포시 대곶면 경기도 안성시 보개면 강원특별자치도 고성군 간성읍 충청북도 영동군 추풍령면 충청북도 청주시 청원구 내수읍 충청남도 금산군 제원면 충청남도 부여군 옥산면 충청남도 홍성군 갈산면 세종특별자치시 조치원읍 전북특별자치도 임실군 임실읍 전라남도 고흥군 점암면 전라남도 해남군 해남읍 경상북도 고령군 개진면 경상북도 김천시 조마면 경상북도 영덕군 지품면 경상북도 의성군 안평면 경상남도 김해시 진례면 경상남도 산청군 신안면 경상남도 함양군 안의면 |
| 신암리     | 울산광역시 울주군 서생면 경기도 양주시 남면 충청남도 논산시 연산면 충청남도 부여군 초촌면 [[전북특별자치도] 진안군 백운면 경상북도 김천시 봉산면 경상북도 상주시 중동면 경상북도 영양군 수비면 경상북도 영주시 이산면 |
| 신애리     | 경기도 양평군 양평읍 경상북도 영덕군 지품면 |
| 신야리     | 충청남도 태안군 안면읍 |
| 신양리     | 충청북도 음성군 생극면 충청북도 충주시 주덕읍 충청남도 논산시 벌곡면 충청남도 논산시 연산면 충청남도 아산시 둔포면 충청남도 예산군 신양면 전북특별자치도 남원시 덕과면 전북특별자치도 진안군 주천면 전라남도 고흥군 도덕면 전라남도 완도군 노화읍 경상북도 안동시 풍산읍 경상북도 영덕군 지품면 제주특별자치도 제주시 추자면 제주특별자치도 서귀포시 성산읍 |
| 신양복리   | 경기도 안성시 금광면 |
| 신언리     | 충청남도 아산시 도고면 |
| 신엄리     | 제주특별자치도 제주시 애월읍 |
| 신연리     | 전라남도 영암군 시종면 경상남도 산청군 생초면 |
| 신영리     | 경기도 평택시 포승읍 충청남도 공주시 사곡면 충청남도 공주시 유구읍 충청남도 공주시 이인면 전북특별자치도 정읍시 영원면 |
| 신오리     | 경상북도 상주시 낙동면 |
| 신옥리     | 경상북도 김천시 부항면 |
| 신온리     | 충청남도 태안군 남면 |
| 신왕리     | 경기도 평택시 현덕면 경기도 화성시 양감면 강원특별자치도 강릉시 연곡면 충청남도 아산시 둔포면 충청남도 청양군 남양면 경상북도 김천시 조마면 |
| 신외리     | 경기도 화성시 남양읍 |
| 신용리     | 전북특별자치도 김제시 부량면 전북특별자치도 익산시 금마면 전북특별자치도 정읍시 신태인읍 전라남도 신안군 압해읍 경상남도 고성군 거류면 경상남도 김해시 진영읍 |
| 신운리     | 충청남도 아산시 영인면 전북특별자치도 부안군 부안읍 |
| 신웅리     | 충청남도 공주시 우성면 |
| 신원리     | 경기도 양평군 양서면 경기도 용인시 처인구 포곡읍 경기도 이천시 부발읍 충청남도 예산군 오가면 충청남도 청양군 비봉면 전북특별자치도 완주군 소양면 전라남도 광양시 다압면 전라남도 나주시 왕곡면 전라남도 신안군 비금면 경상북도 경주시 산내면 경상북도 영양군 수비면 경상북도 영천시 청통면 경상북도 청도군 운문면 |
| 신월리     | 경기도 광주시 초월읍 강원특별자치도 인제군 남면 강원특별자치도 정선군 정선읍 충청북도 괴산군 청천면 충청북도 진천군 이월면 충청남도 천안시 서북구 성거읍 전북특별자치도 고창군 고창읍 전북특별자치도 남원시 금지면 전라남도 영광군 영광읍 전북특별자치도 완주군 동상면 전북특별자치도 정읍시 덕천면 전라남도 곡성군 곡성읍 전라남도 구례군 구례읍 전라남도 보성군 조성면 전라남도 순천시 월등면 전라남도 장성군 북이면 전라남도 장흥군 유치면 전라남도 장흥군 대덕읍 전라남도 해남군 북일면 경상북도 경산시 압량읍 경상북도 영천시 금호읍 경상북도 예천군 보문면 경상북도 의성군 안평면 경상남도 고성군 고성읍 경상남도 김해시 진례면 경상남도 밀양시 초동면 경상남도 하동군 고전면 |
| 신유리     | 충청남도 아산시 도고면 |
| 신육리     | 전라남도 진도군 조도면 |
| 신율리     | 전라남도 화순군 동복면 경상남도 진주시 내동면 |
| 신음리     | 경상북도 예천군 개포면 경상남도 함안군 가야읍 |
| 신읍리     | 강원특별자치도 화천군 화천읍 |
| 신응리     | 전라북도 김제시 봉남면 |
| 신이리     | 강원특별자치도 춘천시 동면 |
| 신일리     | 강원특별자치도 영월군 주천면 |
| 신작리     | 전북특별자치도 익산시 망성면 |
| 신장리     | 경기도 안성시 보개면 충청남도 서산시 음암면 충청남도 서천군 마산면 충청남도 예산군 오가면 충청남도 태안군 남면 전라남도 신안군 압해읍 전라남도 영광군 법성면 경상북도 구미시 장천면 |
| 신장대리   | 강원특별자치도 홍천군 홍천읍 |
| 신전리     | 전북특별자치도 임실군 관촌면 전북특별자치도 장수군 계남면 전라남도 고흥군 금산면 전라남도 곡성군 목사동면 전라남도 순천시 승주읍 경상북도 문경시 산양면 경상북도 안동시 북후면 경상북도 영주시 안정면 경상남도 고성군 대가면 경상남도 남해군 이동면 경상남도 양산시 상북면 경상남도 의령군 대의면 경상남도 창녕군 남지읍 경상남도 통영시 산양읍 |
| 신점리     | 경기도 양평군 용문면 경상북도 청송군 주왕산면 |
| 신접리     | 경기도 여주시 북내면 |
| 신정리     | 인천광역시 강화군 선원면 충청북도 보은군 산외면 충청북도 진천군 진천읍 충청남도 금산군 남일면 충청남도 부여군 부여읍 충청남도 서산시 고북면 충청남도 아산시 음봉면 충청남도 청양군 화성면 충청남도 홍성군 홍북읍 세종특별자치시 전의면 전북특별자치도 김제시 용지면 전북특별자치도 임실군 임실읍 전북특별자치도 진안군 부귀면 전라남도 무안군 해제면 경상북도 성주군 수륜면 경상북도 포항시 남구 동해면 |
| 신제리     | 경상북도 경산시 진량읍 경상남도 창녕군 영산면 |
| 신종리     | 충청남도 예산군 신암면 |
| 신죽리     | 충청남도 보령시 천북면 전라남도 해남군 옥천면 |
| 신중리     | 충청북도 충주시 주덕읍 전라북도 정읍시 고부면 |
| 신지리     | 경기도 여주시 세종대왕면 전북특별자치도 완주군 용진읍 전북특별자치도 익산시 오산면 전라남도 구례군 용방면 경상북도 청도군 금천면 |
| 신진리     | 충청남도 홍성군 광천읍 |
| 신진도리   | 충청남도 태안군 근흥면 |
| 신창리     | 경기도 안성시 고삼면 충청남도 서산시 운산면 충청남도 서천군 장항읍 전북특별자치도 장수군 산서면 경상북도 포항시 남구 장기면 제주특별자치도 제주시 한경면 |
| 신척리     | 충청북도 진천군 덕산읍 |
| 신천리     | 부산광역시 기장군 기장읍 경기도 가평군 설악면 경기도 화성시 송산면 강원특별자치도 영월군 한반도면 충청북도 음성군 음성읍 충청남도 금산군 남일면 전북특별자치도 정읍시 소성면 전라남도 나주시 금천면 전라남도 보성군 노동면 전라남도 영광군 묘량면 경상북도 상주시 모동면 경상북도 영주시 이산면 경상남도 김해시 한림면 경상남도 산청군 시천면 경상남도 함양군 함양읍 제주특별자치도 서귀포시 성산읍 |
| 신철원리   | 강원특별자치도 철원군 갈말읍 |
| 신청리     | 충청북도 충주시 신니면 |
| 신촌리     | 경기도 광주시 곤지암읍 경기도 안성시 서운면 강원특별자치도 원주시 판부면 강원특별자치도 춘천시 동내면 강원특별자치도 횡성군 공근면 충청북도 청주시 흥덕구 옥산면 충청남도 금산군 부리면 충청남도 당진시 우강면 세종특별자치시 금남면 전북특별자치도 고창군 무장면 전북특별자치도 완주군 소양면 전라남도 고흥군 금산면 전라남도 나주시 반남면 전라남도 신안군 안좌면 전라남도 장흥군 안양면 경상북도 경산시 압량읍 경상북도 고령군 쌍림면 경상북도 구미시 고아읍 경상북도 김천시 농소면 경상북도 상주시 화동면 경상북도 상주시 외남면 경상북도 상주시 내서면 경상북도 영천시 북안면 경상북도 청도군 이서면 경상북도 청송군 진보면 경상남도 거창군 웅양면 경상남도 고성군 상리면 경상남도 사천시 용현면 경상남도 의령군 용덕면 경상남도 의령군 유곡면 경상남도 창녕군 창녕읍 경상남도 창원시 의창구 북면 경상남도 창원시 마산합포구 진북면 경상남도 합천군 초계면 제주특별자치도 제주시 조천읍 |
| 신추리     | 경기도 이천시 율면 충청북도 보은군 회남면 |
| 신충리     | 충청남도 논산시 상월면 |
| 신탁리     | 전라북도 완주군 삼례읍 |
| 신탄리     | 강원특별자치도 고성군 수동면 |
| 신태인리   | 전북특별자치도 정읍시 신태인읍 |
| 신택리     | 충청남도 예산군 신암면 |
| 신통리     | 충청북도 진천군 초평면 충청남도 아산시 도고면 |
| 신파리     | 전북특별자치도 남원시 보절면 경상북도 성주군 수륜면 |
| 신팔리     | 경기도 포천시 내촌면 |
| 신평리     | 부산광역시 기장군 일광읍 경기도 포천시 신북면 강원특별자치도 고성군 토성면 강원특별자치도 원주시 지정면 충청북도 음성군 금왕읍 충청북도 청주시 청원구 오창읍 충청남도 금산군 추부면 충청남도 예산군 덕산면 전북특별자치도 고창군 신림면 전북특별자치도 남원시 송동면 전북특별자치도 부안군 백산면 전북특별자치도 정읍시 북면 전라남도 고흥군 금산면 전라남도 순천시 송광면 전라남도 장성군 북이면 전라남도 함평군 나산면 전라남도 해남군 계곡면 경상북도 경주시 건천읍 경상북도 김천시 지례면 경상북도 안동시 녹전면 경상북도 영덕군 병곡면 경상북도 영양군 석보면 경상북도 의성군 봉양면 제주특별자치도 서귀포시 대정읍 |
| 신포리     | 강원특별자치도 춘천시 사북면 충청남도 서천군 마서면 전라남도 나주시 왕곡면 전라남도 영암군 미암면 경상남도 의령군 칠곡면 |
| 신풍리     | 강원특별자치도 인제군 남면 강원특별자치도 화천군 상서면 충청남도 논산시 부적면 충청남도 천안시 동남구 수신면 충청남도 홍성군 장곡면 전라남도 곡성군 죽곡면 전라남도 여수시 율촌면 전라남도 장흥군 유치면 경상북도 예천군 지보면 경상북도 진주시 대평면 제주특별자치도 서귀포시 성산읍 |
| 신필리     | 경기도 이천시 설성면 |
| 신하리     | 경기도 가평군 조종면 경기도 이천시 부발읍 전라남도 영광군 영광읍 경상북도 의성군 단북면 |
| 신학리     | 전라남도 구례군 산동면 전라남도 담양군 봉산면 전라남도 무안군 무안읍 전라남도 순천시 승주읍 전라남도 영암군 시종면 전라남도 완도군 군외면 경상북도 영천시 청통면 |
| 신한리     | 전라남도 영암군 미암면 경상북도 경산시 와촌면 |
| 신함리     | 충청북도 보은군 보은읍 |
| 신합리     | 충청남도 서천군 서면 |
| 신항리     | 충청북도 괴산군 괴산읍 충청북도 영동군 용산면 충청남도 아산시 둔포면 |
| 신해리     | 경기도 여주시 가남읍 |
| 신현리     | 인천광역시 강화군 불은면 경기도 연천군 신서면 충청북도 제천시 덕산면 충청남도 아산시 영인면 경상북도 문경시 마성면 경상남도 의령군 봉수면 |
| 신호리     | 경기도 평택시 팽성읍 전북특별자치도 김제시 봉남면 전라남도 고흥군 도화면 전라남도 장성군 황룡면 경상북도 영천시 화남면 경상남도 밀양시 초동면 |
| 신홍리     | 충청남도 부여군 남면 |
| 신화리     | 대구광역시 군위군 부계면 울산광역시 울주군 삼남읍 경기도 양평군 강상면 충청남도 논산시 연무읍 충청남도 아산시 영인면 경상북도 울진군 북면 |
| 신효리     | 충청북도 충주시 노은면 |
| 신휴리     | 충청남도 아산시 음봉면 |
| 신흥리     | 경기도 안성시 미양면 경기도 안성시 일죽면 경기도 포천시 창수면 충청북도 괴산군 불정면 충청북도 영동군 황간면 충청남도 공주시 이인면 충청남도 논산시 양촌면 충청남도 당진시 신평면 충청남도 당진시 합덕읍 충청남도 보령시 남포면 충청남도 서천군 시초면 충청남도 아산시 배방읍 충청남도 예산군 광시면 충청남도 천안시 동남구 광덕면 충청남도 청양군 목면 세종특별자치시 전의면 세종특별자치시 조치원읍 전북특별자치도 김제시 죽산면 전북특별자치도 부안군 부안읍 전북특별자치도 순창군 동계면 전북특별자치도 임실군 신덕면 전북특별자치도 정읍시 고부면 전라남도 고흥군 남양면 전라남도 순천시 송광면 전라남도 영암군 시종면 전라남도 완도군 청산면 전라남도 장성군 북일면 전라남도 해남군 삼산면 경상북도 상주시 모동면 경상북도 상주시 함창읍 경상북도 안동시 남선면 경상북도 울진군 매화면 경상북도 울진군 원남면 경상북도 의성군 춘산면 경상북도 청송군 파천면 경상북도 포항시 북구 청하면 경상남도 하동군 악양면 경상남도 사천시 곤명면 제주특별자치도 제주시 조천읍 제주특별자치도 서귀포시 남원읍 |
| 실리곡리   | 충청북도 제천시 청풍면 |
| 실매리     | 경상남도 산청군 차황면 |
| 실업리     | 경상북도 의성군 옥산면 |
| 실원리     | 충청북도 진천군 광혜원면 |
| 실전리     | 경상남도 거제시 하청면 |
| 심리       | 전라남도 신안군 흑산면 경상남도 창원시 마산합포구 구산면 |
| 심곡리     | 경기도 포천시 신북면 강원특별자치도 강릉시 강동면 충청북도 단양군 단양읍 충청북도 단양군 어상천면 전북특별자치도 무주군 설천면 경상북도 경주시 서면 경상북도 칠곡군 가산면 |
| 심동리     | 충청남도 서천군 판교면 전라남도 진도군 지산면 |
| 심석리     | 경기도 여주시 가남읍 |
| 심암리     | 충청남도 논산시 채운면 |
| 심원리     | 충청북도 영동군 영동읍 |
| 심장리     | 전라남도 여수시 남면 |
| 심적리     | 강원특별자치도 인제군 서화면 |
| 심중리     | 세종특별자치시 전동면 |
| 심지리     | 경상남도 의령군 대의면 |
| 심천리     | 충청북도 영동군 심천면 경상북도 칠곡군 지천면 경상남도 남해군 남해읍 |
| 심초리     | 전라북도 순창군 인계면 |
| 심포리     | 강원특별자치도 삼척시 도계읍 강원특별자치도 양구군 국토정중앙면 전북특별자치도 김제시 진봉면 |
| 십이리     | 경상남도 창녕군 대합면 |
| 쌍감리     | 전라북도 김제시 황산면 |
| 쌍계리     | 대구광역시 달성군 유가읍 전북특별자치도 순창군 쌍치면 전북특별자치도 장수군 산서면 경상북도 의성군 비안면 |
| 쌍곡리     | 충청북도 괴산군 칠성면 |
| 쌍달리     | 충청남도 공주시 정안면 |
| 쌍대리     | 충청남도 공주시 신풍면 |
| 쌍덕리     | 전라남도 강진군 군동면 |
| 쌍동리     | 경기도 광주시 초월읍 |
| 쌍룡리     | 충청남도 아산시 음봉면 |
| 쌍류리     | 세종특별자치시 연서면 |
| 쌍림리     | 전라남도 순천시 별량면 |
| 쌍봉리     | 충청북도 음성군 금왕읍 전북특별자치도 군산시 옥산면 전라남도 화순군 이양면 |
| 쌍북리     | 충청남도 부여군 부여읍 |
| 쌍송리     | 경기도 화성시 마도면 |
| 쌍수리     | 충청북도 청주시 상당구 남일면 |
| 쌍암리     | 충청북도 보은군 회인면 충청북도 영동군 양강면 충청남도 아산시 음봉면 전북특별자치도 순창군 인계면 전북특별자치도 임실군 운암면 |
| 쌍옥리     | 전라남도 화순군 도곡면 |
| 쌍용리     | 강원특별자치도 영월군 한반도면 전북특별자치도 김제시 금산면 |
| 쌍운리     | 전라남도 영광군 불갑면 |
| 쌍웅리     | 전라남도 장성군 북하면 |
| 쌍율리     | 전라남도 순천시 외서면 |
| 쌍이리     | 충청북도 청주시 상당구 미원면 |
| 쌍전리     | 세종특별자치시 연서면 경상북도 울진군 금강송면 |
| 쌍정리     | 경기도 화성시 송산면 충청북도 음성군 맹동면 전북특별자치도 익산시 춘포면 전라남도 진도군 진도읍 |
| 쌍제리     | 전북특별자치도 익산시 왕궁면 |
| 쌍죽리     | 충청남도 아산시 염치읍 |
| 쌍지리     | 경기도 안성시 고삼면 전라남도 순천시 상사면 |
| 쌍천리     | 충청남도 홍성군 갈산면 |
| 쌍청리     | 충청북도 청주시 흥덕구 오송읍 |
| 쌍태리     | 전라남도 담양군 용면 |
| 쌍풍리     | 전라남도 영암군 서호면 |
| 쌍학리     | 경기도 양평군 양동면 경기도 화성시 비봉면 |
| 쌍호리     | 경상북도 의성군 안사면 |
| 쌍효리     | 전라남도 영암군 금정면 |

## 같이 보기
- 대한민국의 행정 구역 목록